# Tidslinje över Romerska riket
Detta är en tidslinje över Romerska riket.

## 700-talet och 600-talet f.Kr.
| År        | Datum | Händelse |
| 753 f.Kr. | 21 april | Rom grundas. Enligt romersk legend var Romulus grundare och den första kungen av Rom och etablerade Roms kungatid. |
| 715 f.Kr. | | Numa Pompilius blir den andra kungen av Rom.                                                                       |
| 673 f.Kr. | | Tullus Hostilius blir den tredje kungen av Rom.                                                                    |
| 667 f.Kr. | | Byzantion grundades av kolonister från Megara.                                                                     |
| 642 f.Kr. | | Tullus Hostilius dör.                                                                                              |
| 642 f.Kr. | Curiate rådet (comitia curiata), ett av de olika politiska råden i romerska kungariket, väljer Ancus Marcius som romersk kung. | |
| 617 f.Kr. | | Ancus Marcius dör.                                                                                                 |
| 616 f.Kr. | | Curiate rådet väljer Lucius Tarquinius, Priscus till kung över Rom.                                                |

## 500-talet f.Kr.
| År        | Datum | Händelse |
| 575 f.Kr. | | Den romerska senaten accepterar Servius Tullius som kung över Rom. |
| 535 f.Kr. | | Servius Tullius mördas av sin dotter Tullia Minor och hennes man Lucius Tarquinius Superbus som utnämner sig till kung över Rom, på trapporna till Curia Hostilia. |
| 509 f.Kr. | | Patriciern Lucretia våldtogs av Lucius Tarquinius Superbus son Sextus Tarquinius. |
| 509 f.Kr. | Den romerska monarkin störtades. Efter Lucretias självmord, Lucius Junius Brutus sammankallade Curiate rådet. Rådet bestämde att avsätta Lucius Tarquinius Superbus och att fastslå en konstitution där två konsuler skulle ha den verkställande makten och ett råd skulle ha den dömande makten, och lovade att Rom aldrig skulle styras av en kung igen. Till konsuler valdes Lucius Junius Brutus och Lucius Tarquinius Collatinus, Lucretias man. | |
| 509 f.Kr. | 1 mars | Slaget vid Silva Arsia: Tarquinian och styrkor från Veji som var lojal mot Lucius Tarquinius Superbus besegrades vid skogsområdet Silva Arsia av en romersk armé. Lucius Junius Brutus dödades. Publius Valerius Publicola belönades med den första romerska triumfen den 1 mars.                                                                  |
| 509 f.Kr. | Konsulen Publius Valerius Publicola tillkännager ett antal liberala reformer, bland annat att konsulämbetet ska vara öppet för alla romerska medborgare och att statens pengar förvaltas av en utnämnd kvestor. | |
| 509 f.Kr. | 13 september | Jupitertemplet invigdes och dedicerades till Kapitolinska triaden. |
| 508 f.Kr. | | Etruskiska krigen: En armé från Clusium misslyckas med att erövra Rom. |
| 501 f.Kr. | | Inför en annalkande möjlig invasion av Sabiner, den romerska senaten godkände att konsulerna fick utse en diktator som fick oinskränkt makt under en nationell kris. Diktatorn kunde i sin tur utse en Magister Equitum, befälhavare för kavalleriet. Konsulerna Titus Lartius and Postumus Cominius Auruncus utsåg den förstnämnda till diktator. |

## 400-talet f.Kr.
| År        | Datum | Händelse |
| 496 f.Kr. | | Slaget vid Regillussjön: Latinska ligans invaderar nära dagens Frascati som syftar till att återinstallera Lucius Tarquinius Superbus, men förlorar slaget mot Rom. |
| 494 f.Kr. | | Första plebejska sessionen: Lucius Sicinius Vellutus leder plebejerna ut ur Rom för det närbelägna Monte Sacro för att tvinga fram bättre villkor för plebejerna. |
| 471 f.Kr. | | Efter att en lag antagits som tillät plebejer att organisera sig i stammar, erkändes plebejiska rådet av stammar snarare än Kurian. |
| 459 f.Kr. | | Under press från folket ökar Senaten Plebejernas tribuner från två till tio. |
| 458 f.Kr. | | Under Cincinnatus diktatorperiod, Equierna genomförde en offensiv och bröt ett stilleståndsavtal. Cincinnatus besegrade Equierna i slaget vid Mount Algidus och drog sig tillbaka till sin farm efter 16 dagar. |
| 449 f.Kr. | | Upplösning av plebejernas råd ( Resolutions of the Plebeian Council were given the full force of law subject to Senate veto.) |
| 449 f.Kr. | Den andra av två decemviri, special valda tio-manna kommissionen, utfärdade den sista tolv tavlornas lag, grundlagen för den romerska republiken.                                                     | |
| 447 f.Kr. | | Byförsamlingen (tribal assembly) etablerades, och fick rätt att utse Kvestorer. |
| 445 f.Kr. | | Lex Canuleia innebar att giftermål mellan patricier och plejeber tilläts. |
| 443 f.Kr. | | Titeln Tribuni militum consulari potestate etablerades. En grupp (collegium) bestående av tre patricier- eller tre plebejtribuner, en från varje stam (Titienses, Ramnenses och Luceres), skulle stötta konsulerna. Nya valdes varje år. |
| 443 f.Kr. | Censor ämbetet inrättas. En censor hade i uppdrag att registrera och beskatta medborgare, uppta nya senatorer och avsätta senatorer som misskött sig. De valdes på fyra år, senare fem år, åt gången. | |
| 439 f.Kr. | | Cincinnatus kallades in av patricierna för en andra period av diktatorskap för att förhindra att Spurius Maelius grep makten. Patricierna misstänkte Spurius för att använda vete för att få stöd från plejeberna för att kunna utnämna sig själv till kung. Gaius Servilius Ahala utnämndes till Magister Equitum för att stoppa Maelius. Efter att Maelius attackerat Ahala, dödade Ahala honom. Cincinnatus avsade sig åter diktatorskapet och drog sig tillbaka till sin farm efter 21 dagar. |
| 435 f.Kr. | | Handelsposten Fidenae erövras från Veji. |

## 300-talet f.Kr.
| År        | Datum | Händelse |
| 396 f.Kr. | | Slaget vid Veji: Romerska styrkor ledda av diktatorn Marcus Furius Camillus erövrar Veji. |
| 396 f.Kr. | Romerska soldater fick för första gången lön (från latinska ordet för "salt", “sal”). | |
| 390 f.Kr. | 18 July | Slaget vid Allia: Senonerna besegrade en romersk styrka vid sammanflödet av floderna Allia och Tibern.                                                                                                |
| 390 f.Kr. | Senonerna plundrar Rom. Bland det som förstördes var böcker, vilket gör att vår kännedom om Romarrikets historia fram till denna punkt har ett svagt källmaterial.                                                                                   | |
| 366 f.Kr. | | Lucius Sextius valdes som den första plebejska konsulen. Han återvaldes totalt nio gånger och genomdrev lagar som begränsade storjordbruk och att ena konsulen alltid skulle vara plebej.             |
| 366 f.Kr. | Ämbetet Praetor inrättades. Praetorn tog över några av konsulernas område och det huvudsakliga uppdraget var den civila rättskipningen i Rom men var även ställföreträdare för konsulerna när de var borta. Ämbetet kunde bara innehas av patricier. | |
| 351 f.Kr. | | Den första plebejiska diktator valdes. |
| 351 f.Kr. | Den första plebejiska censorn valdes | |
| 343 f.Kr. | | Samniterkrigen: Rom anfaller Samniterna, troligtvis efter en vädjan från Kampaninerna. |
| 343 f.Kr. | Slaget vid Mount Gaurus: En Samnitisk styrka besegrades av en romersk arme nära berget Barbaro | |
| 342 f.Kr. | | Lagen Leges Genuciae infördes, som innebar förbud mot att inneha två ämbeten samtidigt, eller inom en tioårsperiod, förbud mot att ta ut räntor på lån och en av konsulerna skulle alltid vara plejeb |
| 341 f.Kr. | | Samniterkrigen: Senaten accepterade fred efter en vädjan från Samniterna om att återgå till ett tidigare vänskapsfördrag.                                                                             |
| 340 f.Kr. | | Latinska kriget: Det latinska förbundet invaderar Samnium. |
| 339 f.Kr. | | En lag instiftas som kräver att en plejebisk censor ska väljas var femte år |
| 338 f.Kr. | | Latinska krigen: Rom besegrar den Latinska förbundets arméer. |
| 337 f.Kr. | | Den första plejebiska Praetor valdes. |
| 328 f.Kr. | | Samniterkrigen: Rom förklarar krig mot Samniterna efter att de misslyckats med att förhindra räder från Fregellae.                                                                                    |
| 321 f.Kr. | | Slaget vid Caudinska passet: Efter att den romerska armén blivit fångad i ett bergspass tillåts de retirera under förödmjukande former.                                                               |
| 315 f.Kr. | | Slaget vid Lautulae: En avgörande Samnitisk seger nära Terracina delar Roms territorium i två. |
| 311 f.Kr. | | Samniterkrigen: Etruskerna belägrade Sutri. |
| 310 f.Kr. | | Slaget vid Vadimosjön : Rom vinner en betydande militär seger mot Etruskerna |
| 308 f.Kr. | | Samniterkrigen: Umbrer, Picener och Marsier förenar sig med Samniterna mot Rom. |
| 306 f.Kr. | | Hernikerna förklarar sig självständiga från Rom. |
| 304 f.Kr. | | Rom erövrar Equierna. |
| 304 f.Kr. | Samniterkrigen: Vänskapsavtalet mellan Rom och Samniterna återställdes. | |

## 200-talet f.Kr.
| År        | Datum | Händelse |
| 300 f.Kr. | | Lagen Lex Ogulnia antogs som tillät plebejer att bli präster. |
| 298 f.Kr. | | Samniterkrigen: Rom förklararde Samniterna krig efter en vädjan från Lukanerna. |
| 298 f.Kr. | Samniterkrigen: Rom erövrar den Samnitiska staden Bojano och Castel di Sangro.                                                                               | |
| 297 f.Kr. | | I slaget vid Tifernum besegrar Rom en numerärt överlägsen Samitisk styrka vid Città di Castello. |
| 295 f.Kr. | | Slaget vid Sentinum: En romersk armé besegrar en numerärt överlägsen styrka bestående av en koalition av Samniter, Etrusker, Umbrer och Senoner vid Sentinum. Konsulen Publius Decius Mus dödas i slaget. |
| 294 f.Kr. | | Samniterkrigen: Romerska och Samnitiska styrkor möts vid Lucera. |
| 293 f.Kr. | | I slaget vid Aquilonia besegrar en romersk arme större delen av Samniternas styrkor, antagligen nära dagens Agnone. |
| 293 f.Kr. | En folkräkning ger att Rom har ungefär 270000 invånare. | |
| 291 f.Kr. | | Samniterkrigen: Rom erövrar och koloniserar Samnitiska staden Venosa. |
| 290 f.Kr. | | Samniterkrigen: Det sista Samnitiska motståndet utplånas. |
| 287 f.Kr. | | Den femte och sista plebejiska sessionen äger rum då plebejerna lämnar Rom. |
| 287 f.Kr. | Conflict of the Orders: I och med införandet av Lex Hortensia fick alla romerska medborgare samma rättigheter, och Conflict of the Orders kom till ett slut. | |
| 283 f.Kr. | | I det andra slaget vid Vadimo vann en romersk armé en seger över en kombinerad armé bestående av Roman army defeated a combined force of Etrusker, Bojer och Senoner läga Vadimosjön. |
| 281 f.Kr. | | Taranto vädjade till Epirus för stöd mot romarna. |
| 280 f.Kr. | | Pyrriska kriget: En armé från Epirus bestående av 25000 man landstiger vid Taranto. |
| 280 f.Kr. | Juli | Slaget vid Herakleia: En grekisk koalition ledd av kung Pyrrhus besegrade en romersk armé med hjälp av stridselefanter vid Heraclea Lucania. |
| 279 f.Kr. | | Slaget vid Asculum: En grekisk styrka ledd av Pyrrhus besegrar en romersk arme nära dagens Ascoli Satriano, trots stora förluster. |
| 275 f.Kr. | | Slaget vid BenHändelseum: Romerska och arméer från Epirus möts i ett slag vid BenHändelseo. Romarna lyckas få Pyrrhus stridselefanter att fly. Slaget vid BenHändelseum var det sista i Pyrriska kriget. |
| 272 f.Kr. | | Pyrriska kriget: Pyrrhus drog sig tillbaka med sin arme till Epirus. |
| 272 f.Kr. | Pyrriska kriget:: Taranto kapitulerade till Rom. | |
| 267 f.Kr. | | Antalet kvestorer ökades från fyra till tio. |
| 264 f.Kr. | | 1:a puniska kriget (264-241 f.Kr). Hieron i Syrakusa bekämpade legosolDatumrna som hade erövrat Messine. Hieron fick stöd av Kartago och legosolDatumrna av Rom. Rom skickade stor armé till Sicilien som vinner. Bygger upp en stor flotta som besegrar Kartago.                                                                |
| 264 f.Kr. | Slaget vid Messana: En romersk styrka besegrar A Roman force defeated a kartagisk och Syrakusisk garnison vid Messina.                                       | |
| 255 f.Kr. | | Slaget vid Tunis. Kartago besegrar den romerska armén som landsatts i Nordafrika. Xanthippe (av Kartago) en spartansk legosoldat som efter kritik av de Kartagiska generalerna fick befälet. Tränar solDatumrna och vinner deras förtroende. Den romerska armen besegras och konsulen Marcus Atilius Regulus blev tillfångatagen |
| 242 f.Kr. | | Ämbetet praetor qui inter peregrinos ius dicit, en Praetor with jurisdiktion över utlänningar, inrättades. |
| 241 f.Kr. | | Första puniska kriget: Sicilien organiserades som den romerska provinsen Sicilia. |
| 237 f.Kr. | | Hamilkar Barkas införlivar Spanien med Kartago. Kartago kan betala krigsskadeståndet med silvret från gruvorna. |
| 238 f.Kr. | | I samband med ett uppror bland legosolDatumr som hade stridit för Kartago men inte fått betalt tar Rom över Sardinien och Korsika. |
| 229 f.Kr. | | Illyriska krigen: Rom invaderar Ardiaei. Efter att härskaren av Ardiaei dött tog drottningen Teuta över. Ardiaei kom att bli en bas för sjöröveri |
| 228 f.Kr. | | Illyriska krigen: Ardiaei ger upp delas av sitt territorium till Rom, bland annat strategiska hamnar, vilket leder till ett slut på kriget. Rom tillsätter lojala härskare på tronen. |
| 225 f.Kr. | | Slaget vidTelamon: En romersk armé besegrar en gallisk armé nära dagens Talamone. Konsulen Gaius Atilius Regulus dödades. |
| 219 f.Kr. | | Illyriska krigen: Rom invaderar Hvar. |
| 218 f.Kr. | | Andra puniska kriget: En kartagisk armé lämnar Cartagena. |
| 218 f.Kr. | Illyriska krigen: Demetrius från Hvar flydde till Makedonien.                                                                                                | |
| 218 f.Kr. | 22 el 23 dec | Slaget vid Trebia. Stora romerska förluster. Romerska solDatumr korsade floden Trebia (biflod till Po) efter att provocerats av numidiskt kavaleri. |
| 217 f.Kr. | 21 juni | Slaget vid Trasimenosjön. En arme under Gaius Flaminius utplånas av Hannibal |
| 217 f.Kr. | Quintus Fabius Maximus (smeknamn Cunctator, fördröjaren) utnämns till diktator. Undviker strid med Hannibal                                                  | |
| 216 f.Kr. | 2 augusti | Slaget vid Cannae: Den Kartagiske generalen Hannibal besegrade en numerärt större romersk styrka vid Cannae. |
| 215 f.Kr. | | Avtal mellan Kartago och Filip V av Makedonien |
| 214 f.Kr. | | Första Makedoniska kriget: En Makedonisk flotta erövrar Oricum. Makedonien angriper stater lojala till Rom |
| 214 f.Kr. | Rom inleder belägring av Syrakusa. | |
| 212 f.Kr. | | Romerska styrkor bryter igenom det inre citadellet i Syrakusa och dödar eller tillfångatar dess invånare. |
| 205 f.Kr. | | Första Makedoniska kriget: Rom och Makedonien skrev under freden vid Phoenice, vilket innebar att Makedonien bröt sin allians med Kartago i utbyte mot att Rom erkände Makedoniens erövringar i Illyrien. |
| 204 f.Kr. | | andra puniska kriget: Konsulen Scipio Africanus landsteg med en invasionsflotta vid Utica. |
| 202 f.Kr. | 19 oktober | Slaget vid Zama: En romersk arme besegrar Kartago, antagligen nära dagens Sakiet Sidi Youssef |
| 201 f.Kr. | | Andra puniska kriget: Kartago accepterar de romerska fredsvillkoren, vilket innebar nedrustning, krigsskadestånd på tio tusen talenter och att Kartagos besittningar på Iberiska halvön tillföll Rom. |

## 100-talet f.Kr.
| År        | Datum | Händelse |
| 200 f.Kr. | | Andra makedoniska kriget: En romersk flotta anländer till Illyrien för att lyfta Makedoniens belägring av Abydos efter begäran om hjälp från Pergamon. |
| 197 f.Kr. | | Provinsen Hispania Ulterior och Hispania Citerior skapades. |
| 197 f.Kr. | Antalet kvestorer utökades till tolv. | |
| 197 f.Kr. | Antalet Praetorer utökades till sex. | |
| 196 f.Kr. | | Andra Makedoniska kriget: Makedonien ger upp sina erövringar i Grekland och förbinder sig att betala krigsskadestånd till Rom. Filip V sänder sin son Demetrios som gisslan till Rom. När Filip dör blir Demetrios äldre bror Perseus kung. Demetrios kommer tillbaka till Makedonien                                                               |
| 192 f.Kr. | | Romersk–Syriska kriget: Seleukiderriket invaderade Grekland. |
| 188 f.Kr. | | Romersk-Syriska kriget: Seleukierriket skrev under freden i Apamea, där de avträder allt territorium väster om Taurusbergen till de romerska klientstaterna Rhodos och Pergamon och gick med på att avveckla sin flotta och att betala ett krigsskadestånd på 15000 talenter silver till Rom.                                                       |
| 180 f.Kr. | | Lagen Lex Villia annalis, som innebär krav på minimiinkomst för högre ämbeten och en karensperiod på två år mellan ämbeten, införs. |
| 172 f.Kr. | | Tredje makedoniska kriget: Rom förklarade Makedonien krig. Pergamon kände sig hotad av Makedonien och deras kung Persus (son till Filip V och en konkubin). |
| 167 f.Kr. | | Tredje Makedoniska kriget: Makedoniens kung Perseus av Makedonien tillfångatogs och Makedonien delades upp i fyra distrikt underställda Rom. |
| 155 f.Kr. | | Lusitanerkriget: Lusitaner i Hispania Ulterior gjorde uppror mot Rom. |
| 150 f.Kr. | | Fjärde Makedoniska kriget: Andriskos gjorde uppror mot Rom, utgav sig för att vara Perseus son och rättmätig kung av Makedonien. |
| 149 f.Kr. | | Tredje puniska kriget: Rom förklarade Kartago krig. |
| 149 f.Kr. | Lagen Lex Calpurnia genomfördes, vilket innebar att en domstol inrättades som leddes av Praetorer, som tog emot klagomål på skatteindrivning av guvernörer i provinserna. | |
| 148 f.Kr. | | Fjärde Makedoniska kriget: Andriskos gav upp och avrättades av Rom. |
| 146 f.Kr. | | Tredje puniska kriget: Romerska styrkor erövrade Kartago, brände ner staden och förslavade befolkningen. |
| 146 f.Kr. | Achaiska kriget: Roms styrkor besegrade arméerna från Achaiska förbundet vid Korinth. Korint förstörs | |
| 146 f.Kr. | Provinsen Macedonia inrättades. | |
| 146 f.Kr. | Provinsen Africa inrättades på det som var Kartagos territorium. | |
| 139 f.Kr. | | Lusitanerkriget: Lusitanernas ledare Viriatus mördades av tre av sina ambassadörer. |
| 139 f.Kr. | Lex Gabinia tabellaria: En av fyra lagar som drevs igenom 139-107 f.Kr. för att göra val mer hemliga. Tidigare hade röstningar genomförts genom att man berättade vad man röstade. | |
| 135 f.Kr. | | Första romerska slavkriget på Sicilien (135-133) |
| 133 f.Kr. | | Tiberius Gracchus väljs till plebejernas tribun (tribunus plebis). Han försöker driva igenom landreformer där aristokraternas land ska ges till veteraner och fattiga. Tiberius tillhörde “populares”. Tiberius dödas av en mobb senatorer led by the Pontifex maximus Publius Cornelius Scipio Nasica Serapio.                                     |
| 123 f.Kr. | | Tiberius bror Gaius Gracchus väljs till plebejernas tribun. Fortsätter arbetet med landreformer, vill utöka rättigheterna för ickeromare och inför fasta priser på spannmål för stadsbefolkningen. Tappar i popularitet hos de fattiga romarna på grund av de utökade rättigheter för ickeromare. Begår självmord när en mobb hotar honom 121 f.Kr. |
| 121 f.Kr. | | Den romerska provinsen Gallia Narbonensis inrättades. |
| 121 f.Kr. | Senatus consultum ultimum infördes för första gången. Konsulen Lucius Opimius fick utökade maktbefogenheter för att besegra anhängare till Gaius Gracchus. | |
| 112 f.Kr. | | Krig mot Jugurtha: Rom förklarar Numidien krig. |
| 107 f.Kr. | | Gaius Marius valdes till konsul. |
| 107 f.Kr. | Marius genomförde reformer av den romerska armén, bland annat: Inrättandet av en professionell armé och att rekrytering tilläts även av de som inte ägde mark vilket var fallet tidigare. SolDatumr bar sin egen packning vilket gjorde armén snabbare utan tross. Duglighet avgjorde vem som blev officer. Bättre karriär som soldat med lön och pension efter 16/20/24 år med mark. Införde legionen. Linjerna roterade i strid istället för att en linje slogs till slut. | |
| 106 f.Kr. | | Marius återvaldes som konsul. |
| 106 f.Kr. | Krig mot Jugurtha: Den Numidiske kungen Jugurtha fängslades i Mamertinefängelset. | |
| 105 f.Kr. | 6 oktober | Slaget vid Arausio:En koalition av Cimbrer och Teutoner vann en total seger över en romersk armé vid dagens Orange. Ungefär 100 000 romerska solDatumr och stödtrupper uppskattas ha blivit dödade vilket för det till den värsta romerska förlusten i förhållande till antal solDatumr.                                                            |
| 104 f.Kr. | | Andra slavkriget på Sicilien (104-103) |
| 104 f.Kr. | Marius valdes till konsul för den första av tre år i rad. | |
| 102 f.Kr. | | Slaget vid Aquae Sextiae: Rom besegrar en styrka bestående av Teutoner och Ambroner och dödades ungefär 90 000 solDatumr och civila. |
| 101 f.Kr. | | Slaget vid Vercellae: En numerärt mindre romersk styrka besegrar Cimbrerna som har invaderat Italien. Hundratusen cimbriska solDatumr och civila dödades tillsammans med deras kung Boiorix. |

## 000-talet f.Kr.
| År          | Datum | Händelse |
| 100 f.Kr.   | | Marius valdes till konsul. |
| 100 f.Kr.   | 10 december | Lönnmördare hyrda av Lucius Appuleius Saturninus och Gaius Servilius Glaucia slår ihjäl Gaius Memmius, en kandidat för konsulämtetet. |
| 91 f.Kr.    | | Bundsförvantskriget (91–87 f.Kr.): De romerska klientstaterna i Italien, Marsien, Paeligni, Vestiner, Marruciner, Picener, Fretaner, Hirpiner, Iapyger, Pompeji, Venosa, Lucana och Samnium gjorde uppror mot Rom. |
| 88 f.Kr.    | | Sullas första inbördeskrig: Konsulen Sulla ledde en armé genom pomerium in i Rom. |
| 88 f.Kr.    | Bundsförvantskriget (91–87 f.Kr.): Kriget tog slut. | |
| 87 f.Kr.    | | Första Mithridatiska kriget: Romerska styrkor landstiger i Epirus. |
| 87 f.Kr.    | Lucius Cornelius Cinna blev konsul fyra gånger efter Marius död. Svärfar till Julius Caesar | |
| 85 f.Kr.    | | Första Mithridatiska kriget: Rom och Pontus enas om ett fredsavtal där kungariket Pontus återgår till sina gränser innan kriget. |
| 83 f.Kr.    | | Sullas andra inbördeskrig: Sulla landsteg med en armé vid Brindisi. Förenas senare med arméer från Spanien (Crassus) och Afrika (Pompey) |
| 83 f.Kr.    | Andra Mithridatiska kriget: Den romerske generalen Lucius Licinius Murena invaderar Pontus. | |
| 82 f.Kr.    | November | Slaget vid Porta Collina (Sullas andra inbördeskrig) utkämpas mellan Optimater och samniter. Crassus lyckas bryta igenom på sin flygel och avgjorde därför slaget till Sullas fördel. Crassus upplevde att han inte blev belönad för sin insats |
| 82 f.Kr.    | Sullas andra inbördeskrig: Sulla utnämndes till diktator. | |
| 81 f.Kr.    | | Andra Mithridatiska kriget: Murena drog sig tillbaka från Pontus. |
| 81 f.Kr.    | Sulla lämnar diktatorperiod efter att ha antagit flera reformer under samma år. | |
| 80 f.Kr.    | | Sullas sista konsulperiod, därefter lämnar han Rom. |
| 80 f.Kr.    | Sertoriuskriget: Quintus Sertorius landsteg på den Iberiska halvön till stöd för ett uppror bland Lusitanier. | |
| 73 f.Kr.    | | Tredje Mithridatiska kriget: Pontus invaderar Bithynien. |
| 73 f.Kr.    | Spartacusupproret: Sjuttio gladiatorer, slavar till Lentulus Batiatus i Capua, genomförde en våldsam flykt. Den leddes av Spartacus och två galler, Crixus och Oenomaus. En milisstyrka på 3000 man besegrades. | |
| 72 f.Kr.    | | Två romerska legioner sänds mot slavrebellerna. De besegrar Crixus med 30000 men besegras av Spartacus som går norrut. |
| 72 f.Kr.    | Sertoriuskriget: Marcus Perpenna Vento, Marcus Perpenna Vento, nu ledare för upproret på Iberiska halvön, avrättades av general Pompejus. | |
| 71 f.Kr.    | | Pompejus, vars pappa soldat, växte upp i armén. Pompejus besegrade sullas fiender på Sicilien och senare i Afrika. Krävde och fick triumf, trots att han inte uppfyllde kriterierna. Fortsatte mot Sullas fiende i Spanien. Pompejus firade sin andra triumf efter segern i Spanien. |
| 71 f.Kr.    | Spartacusupproret: De revolterande slavarna besegras av en romersk styrka under Crassus. Spartacus dödades. Både Crassus och Pompejus fick äran, trots att Pompejus bidrag var minimalt | |
| 66 f.Kr.    | | De sista piraterna från Kilikien utplånades av Pompejus. |
| 63 f.Kr.    | | Tredje Mithridatiska kriget: Den Pontiska kungen MithriDatums VI Eupator beordrar sina livvakter att döda honom efter att han besegrats av Pompejus. |
| 63 f.Kr.    | Belägringen av Jerusalem: Pompejus erövrar Jerusalem och går in det allra heligaste av det andra templet. | |
| 63 f.Kr.    | Cicero valdes till konsul. | |
| 63 f.Kr.    | Den catilinska sammansvärjningen: En konspiration ledd av Catilina för att störta republiken avslöjas inför senaten. Cicero håller talen mot Catilina mot Catilina och hans sammansvärjning. De fem närvarande konspiratörerna avrättas i Mamertinska fängelset. Catilina lyckades fly men besegrades vid slaget vid Pistoria 62 f. Kr. | |
| 60 f.Kr.    | | Pompejus anslöt sig till första Triumviratet tillsammans med konsul Julius Caesar och censorn Marcus Licinius Crassus. Pompejus och Crassus var Sulla trogna. Crassus var yngst av tre bröder. Far och bröder dödades eller drevs till självmord av Marius. Crassus blev enormt rikt genom investeringar i spannmål och sedan slavar och silver |
| 59 f.Kr.    | | Konsulperiod med Julius Caesar och Bibulus. Bibulus motarbetade de lagar Caesar försökte driva igenom |
| 58 f.Kr.    | | Gallerkrigen: Romerska styrkor spärrade Helvetiernas migration västerut över Rhône. |
| 55 f.Kr.    | | Första invasionen av Britannia: Julius Caesars första invasion av Britannia. |
| 54 f.Kr.    | | Andra invasionen av Britannia: Julius Caesars andra invasion av Britannia. |
| 53 f.Kr.    | 6 maj | Slaget vid Carrhae: En armé från Partien besegrar en numerärt överlägsen romersk armé vid Harran. Crassus som var befälhavare dödades. |
| 52 f.Kr.    | | Vid Gergovia vinner Vercingetorix en seger över romarna, men efter en mindre förlust drar Vercingetorix sig tillbaka till Alesia. Där blir han innesluten, och Caesar bygger en mur runt staden, och en mur för att försvara sig mot undsättningsarmen. Caesar besegrar undsättnigsarmen genom ett utfall med kavalleri |
| 50 f.Kr.    | | Gallerkrigen: De sista galliska rebellerna besegras. |
| 49 f.Kr.    | 10 januari | Romerska inbördeskriget: Julius Caesar krossar Rubicon in i Italien med sin armé. Senaten ville att han lämnade ifrån sig armén och inställde sig för åtal för mutbrott. En av Caesars supportrar i senaten var Marcus Antonius |
| 48 f.Kr.    | 4 January | Romerska inbördeskriget: Caesar landsteg i Durrës (med halva sin armé på grund av brist på skepp. Den andra halvan blev kvar i Italien och kunde inte skeppas över på grund av pompejus flotta. Till slut lyckas Mark Antonius hämta andra halvan av armén till Albanien) i jakt på Pompejus och hans partisaner optimater. Vid slaget vid Dyrrhachium bygger Caesar och Pompejus murar för att stänga ute varandra från resurser. Några galler förråder Caesar och ger Pompejus möjlighet att attackera och Caesar blir tvungen att retirera. Vid slaget vid Farsalos vinner Caesar efter att Pompejus flytt.                                                        |
| 46 f.Kr.    | | I Slaget vid Thapsus besegrar Caesar en större arme lojala mot Pompejus |
| 46 f.Kr.    | November | Caesar lämnar Afrika för Iberiska halvön i jakt på Pompejus son Gnaeus Pompejus och Sextus Pompeius. |
|             | | Caesar reformerade gratis spannmålsprogrammet så att färre kom i åtnjutande av förmånen. Medborgarskapet utökades till fler områden. Byggnadsprojekt och utdikning av träsk. Inför 46 f.Kr. den Julianska kalendern, vilket innebär att man går från månkalender till solkalender, 365 dagar plus skottår vart 3e år (ändrades under Augustus till vart 4e år). |
| 45 f.Kr.    | | I slaget vid Munda besegrar Caesar Gnaeus Pompejus som senare tas till fånga och dödas. Detta innebar slutet på inbördeskriget. |
| 44 f.Kr.    | 15 mars | Mordet på Julius Caesar: Caesar mördades på Pompejus teater av en konspiration av senatorer. Caesar adopterar postumt Octavius (som nu blir Octavian) och låter honom ärva ¾ av förmögenheten. |
| 43 f.Kr.    | 27 november | Lagen Lex Titia drevs igenom som beviljade Andra Triumviratet, bestående av Octavian, Marcus Antonius och Marcus Aemilius Lepidus, rätten av upphäva lagar och att utse magistrat. |
| 42 f.Kr.    | | Augustus och Antonius leder 30 legioner till norra Grekland på jakt efter Caesars mördare Marcus Junius Brutus och Gaius Cassius Longinus. |
| 42 f.Kr.    | 23 oktober | Marcus Junius Brutus och Gaius Cassius Longinus begår självmord efter att ha förlorat i slaget vid Filippi. |
| 41 f.Kr. ?? | | Parterriket erövrar Syrien och Judea och tillsätter egna kungar där. |
|             | | Augustus tar hand om västra Medelhavet och Antonius östra. Antonius förbereder invasionen av Parterriket men saknar solDatumr och lever ett utsvävande liv. Han träffade Kleopatra och de får tvillingar. Augustus försökte ordna land åt solDatumrna och hantera spannmålsbrist. Han beslagtar mark i Italien åt solDatumrna men måste pausa på grund av folkilska. Han tar över legionerna i Gallien som formellt tillhör Antonius. Antonius anländer till Italien men legionerna vägrar slåss mot varandra och ett avtal sluts mellan Octavius och Antonius Gaius Cilnius Gaius Cilnius Maecenas var vän och politisk rådgivare till Octavius och sponsrade kultur |
| 39 f.Kr.    | | Sextus Pompejus kontrollerade Sicilien och införde en spannmålsblockad mot Rom. Augustus misslyckas med att erövra Sicilien och ett avtal sluts som ger Sextus kontroll över Sicilien, Korsika och Sardinien. |
| 37 f.Kr.    | | Antonius tar tillbaka provinserna Syrien och Judea från Parterriket |
| 36 f.Kr.    | | Sextus Pompejus återupptar spannmålsblockaden (38) och Augustus angrep honom från tre håll men misslyckas att föra över trupper över Messinasundet. Agrippa vann över Sixtus i sjöslaget vid Mylae och Sextus flyr österut med 17 skepp |
| 36 f.Kr.    | Antonius krig mot Partherna: En kampanj ledd av Antonius mot Partierriket slutade i stora förluster för romarna. Partiskt kavalleri attackerade trossen och förstörde belägringsmaskiner, och de romerska styrkorna blev tvungna att dra sig tillbaka och kriget slutade utan några förändringar.                                       | |
| 34 f.Kr.    | | Antonius attackerar Armenien och avsätter kungen och tillsätter Alexander, sin son med Kleopatra, som kung. Firar triumf i Alexandria vilket var första gången triumf firats utanför Rom, vilket skapar ilska i Rom. Antonius bygger upp en stor flotta. |
| 33 f.Kr.    | | Andra triumviratet upphör. |
| 31 f.Kr.    | 2 september | Slaget vid Actium: Styrkor lojala mot Augustus besegrade Antonius och hans älskarinna Kleopatra, Egyptens drottning, i ett sjöslag nära Aktion. |
| 30 f.Kr.    | 1 augusti | Antonius begick självmord efter att hans soldater gått över till Augustus. |
| 30 f.Kr.    | 30 augusti | Kleopatra begick självmord, antagligen i romerskt förvar. Ska ha skett genom att hon frivilligt blev biten av en giftorm eller så tog hon gift. |
| 30 f.Kr.    | Provinsen Aegyptus grundades. Augustus tog titeln farao. | |
| 29 f.Kr.    | | Moesia annekterades av Rom. |
| 29 f.Kr.    | Kantabariska krigen: Rom satte in 80000 solDatumr mot kantabrerna Iberiska halvön. | |
| 27 f.Kr.    | 16 januari | Senaten beviljade Augustus titeln augustus, majestic, och princeps, som förste kejsaren med de titlarna.. |
| 27 f.Kr.    | Agrippa påbörjar byggandet av Pantheon, ett tempel tillägnat alla gudar | |
| 25 f.Kr.    | | Augustus indikerade att han avsåg att hans systerson Marcus Claudius Marcellus skulle efterträda honom genom att gifta honom med hans enda dotter Julia den äldre. |
| 25 f.Kr.    | Den romerska klienten Amyntas av Galatien dör. Augustus organiserar hans territorium som provinsen Galatia. | |
| 24 f.Kr.    | | Augustus kampanj mot kantabrerna i Hispania Tarraconensis slutar. |
| 23 f.Kr.    | | Augustus myntreform: Augustus centraliserade myntprägling och reformerade sammansättning och värde på den romerska valutan. |
| 23 f.Kr.    | Marcellus dog. | |
| 21 f.Kr.    | | Augustus gifte bort Julia till hans general Marcus Vipsanius Agrippa. |
| 19 f.Kr.    | | Kantabariska krigen: Den sista större militära operationen tog slut. Kantabrererna och Astrurerna var pacifierade. |
| 19 f.Kr.    | Vergilius dör. Hans mest kända verk var det romerska nationaleposet Aeneiden | |
|             | | Augustus reformer: genomför en utbyggnad av väggar, en professionell förvaltning ofta bestående av slavar eller fd slaver. Han oroar sig för minskade födelsetal och införde förmåner för de med många barn. Ökad otrohet och minskad betydelse av äktenskapet gjorde att Augustus införde straff för sex utanför äktenskapet och gjorde det mindre gynnsamt att inte vara gift. Hans morallagar hade liten effekt. Han slöt fred med Partherriket i utbyte mot standard som förlorats av Crassus. Han försöker expandera riket till Elbe och Donau. |
| 17 f.Kr.    | | Augustus adopterar Agrippas och Julias söner, hans barnbarn Gaius Caesar and Lucius Caesar, som sina egna söner. |
| 16 f.Kr.    | | Raetien och Noricum erövrades och annekterades av Rom. |
| 12 f.Kr.    | | Germanska krigen: Romerska styrkor korsar Rhen in i Germanien. |
| 12 f.Kr.    | Agrippa dog av feber. | |
| 11 f.Kr.    | | Augustus gifte bort Julia med hans general och styvson Tiberius. |
| 9 f.Kr.     | | Den romerske generalen Nero Claudius Drusus dog av skador han fått efter att ha fallit ifrån en häst. |
| 9 f.Kr.     | Pannonien annekterades och inordnades Illyricum. | |
| 8 f.Kr.     | | Horatius dör. Han var hovpoet under Augustus och myntade begreppet “carpe diem”. Betonade det enkla. Son till en frigiven slav som satsade på sin sons utbildning. |
| 6 f.Kr.     | | Augustus erbjöd Tiberius tribunämbetet och titeln imperium över den östra halvan av riket. Tiberius vägrade och meddelade att han drog sig tillbaka till Rhodos. |
| 2 f.Kr.     | | Augustus utnämndes till Pater Patriae, landsfader, av Senaten. |
| 2 f.Kr.     | Augustus dömde Julia för äktenskapsbrott och förräderi, ogiltigförklarade hennes giftermål med Tiberius, och förvisade henne med hennes mamma Scribonia till Ventotene. | |

Centuries: 1st ·2nd ·3rd ·4th ·5th ·6th ·7th ·8th ·9th ·10th ·11th ·12th ·13th ·14th ·15th

## 000-talet e.Kr.
| År | Datum | Händelse |
| 2  | 20 augusti | Lucius Caesar dog plötsligt av en sjukdom. |
| 2  | Augustus tillät Tiberius att återvända Rom som vanlig medborgare.. | |
| 4  | 21 februari | Gaius Caesar dog i Lycien av skador som tillfogades honom under ett slag. |
| 4  | Augustus adopterade Tiberius som sin son och gav honom tribun ämbetet. | |
| 6  | | Augustus avsatte Herodes Archelaos, härskare i Samarien, Judeen och Idumea, och organiserade provinsen Iudaea på hans territorier. |
| 6  | Bellum Batonianum: En Illyriskt folkgrupp, (en: Daesitiates), gjorde revolt mot romarna i Illyricum. | |
| 9  | | Bellum Batonianum: Daesitiaternas hövding Bato kapitulerar till romarna. |
| 9  | September | Slaget vid Teutoburgerskogen: En koalition av Germanska stammar överföll och förintade tre romerska legioner i Teutoburgerskogen. Publius Quinctilius Varus, ledare för de romerska styrkorna i Germania, begick självmord. |
| 10 | | Tiberius tog befälet över de romerska styrkorna i Germania. |
| 10 | Illyricum delades upp i provinserna i Pannonien och Dalmatien. | |
| 13 | | Tiberius fick samma maktbefogenheter som Augustus med-princeps. |
| 14 | 19 augusti | Augustus dog. |
| 14 | Germanicus, som till Nero Claudius Drusus och adoptivson till Tiberius, utnämnde till befälhavare för de romerska styrkorna i Germanien. | |
| 14 | Germanicus och Tiberius biologiska son Drusus Julius Caesar skickades för att slå uppror i respektive Germanien och Pannonien. | |
| 15 | | Lucius Seius Strabo utnämndes till guvernör i Aegyptus. Hans son Sejanus blev prefekt över Praetoriangardet. |
| 16 | | Slaget vid floden Weser: En romersk styrka under Germanicus vann en total seger över en Germansk styrka vid Weser. |
| 17 | | Archelaus av Kappadokien, kung över Kappadokien och en romersk klient, dog i Rom efter att ha anklagats för förräderi. Tiberius annekterade hans territorium och organiserade det som provinsen Cappadocia. |
| 17 | Antiochus III av Kommagenien, kung över Kommagene och en romersk klient, dog. Tiberius annekterade hans territorium till provinsen Syria. | |
| 17 | Livius dog (född 59 f.Kr). Han var verksam under Augustus och var informator åt Claudius. Sammanställde information från tidigare historiker och skrev om Roms historia. | |
| 18 | | Tiberius beviljade Germanicus imperium över östra halvan av Romarriket. |
| 19 | 10 oktober | Germanicus dog i Antiokia, möjligtvis förgiftad på Tiberius order. Germanicus blev populär i Rom efter sina segrar i Germanien, och Tiberius såg honom som ett hot mot makten. Tiberius blev allt mindre populär efter Germanicus död och hans paranoia blev värre och han började ogilla sitt arbete |
| 22 | | Tiberius gav Drusus den yngre tribunämbetet, och visade därmed att han avsåg göra honom till sin efterträdare. |
| 23 | 14 september | Drusus den yngre dog, eventuellt efter att ha blivit förgiftad av Sejanus eller hans fru Livilla. Drusus och Sejanus hatade varandra och Drusus ogillade Sejanus ökande makt. |
| 26 | | Tiberius drog sig tillbaka till Capri, vilket gav Sejanus kontroll över Rom. |
| 26 | Pretoriangardet fick kraftigt utökad makt under Sejanus. De vaktade kejsaren och den kejserliga familjen och kunde därför utöka sin politiska makt och i praktiken lägga in veto mot förslag eftersom kejsarens liv vilade i deras händer. Sejanus uppmuntrade Tiberius paranoia och gjorde honom orolig för att hans liv var i fara. Sejanus uppförde Castro Praetoria som var en muromgärdad kasern i utkanten av Rom. | |
| 28 | | Friserna hängde de romerska skatteindrivarna och kastade ut guvernörerna. |
| 29 | | Livia, Augustus änka och mor till Tiberius, dog. |
| 29 | Agrippina (Germanicus änka) och hennes två söner Nero och Drusus Caesar förvisas efter rättegångar. Oklart om Tiberius eller Sejanus låg bakom, men båda ogillade Agrippina. Agrippina dör av svält 33 e.Kr., även sönerna dog. Tredje sonen Caligula förvisades inte. | |
| 31 | 18 oktober | Sejanus avrättades på order av Tiberius.. |
| 31 | Tiberius bjöd in Germanicus son Caligula till Capri. | |
| 31 | Tiberius börjar rensa ut Sejanus anhängare och inleder förräderirättegångar mot personer som ansågs stått Sejanus nära | |
| 37 | 16 mars | Tiberius dog vid 77 års ålder. Han lämnade Romarriket med god ekonomi på grund av snålhet och inga militära äventyr. Enligt hans önskan delades ämbetet mellan Caligula och Drusus den yngres son, hans barnbarn Tiberius Gemellus. Caligula hade stöd av pretoriangardets nya ledare Macro |
| 37 | Caligula tillträdde kejsar ämbetet vid 24 års ålder. Stoppade förräderirättegångarna, återinsatte klientmonarker, höjde löner för soldater och anordnade gladiatorspel. Blev populär till en början genom att ge allt till alla. Ägnade sig åt sex och vin. Caligula blev sjuk efter 6 månader. Efter tillfrisknandet, 37 AD, eller åren efter, blev han mentalt sjuk, eller eventuellt visade det sig mer då. Han åtalade och dödade människor godtyckligt och beslagtog deras egendomar för att råda bot på bristen på pengar orsakade av hans slöseri. Han återinförde förrädarirättegångar, och krävde att alla skulle dyrka honom som gud. En genomförde en kort militärkampanj i germania med arrangerade fiender. Soldater ställer upp sig vid kanalen och får plocka snäckor och ta med till rom. Många anekdoter om hans galenskap och grymhet finns bevarade via Suetonius, men oklart om dessa är verkliga eller smutskastning. | |
| 38 | | Tiberius Gemellus mördades på befallning av Caligulas. |
| 40 | | Ptolemaios av Mauretania, kung över Mauretania och en romersk klientstat, mördades på order av Caligulas under ett besök av Rom. Hans slav Aedemon gjorde revolt mot Rom. |
| 41 | | Generalen Gaius Suetonius Paulinus fick i uppdrag att slå ner upproret i Mauretania. |
| 41 | 24 januari | Caligulas mördades av centurion Cassius Chaerea som hade blivit personligt förolämpad av Caligula. |
| 41 | 24 januari | Praetoriangardet utnämnde Nero Claudius Drusus son Claudius princeps. |
| 41 | Claudius återställde Iudean monarkin under kung Herodes Agrippa. | |
| 42 | | Mauretanias territorium organiserades i provinserna i Mauretania Caesariensis och Mauretania Tingitana. |
| 43 | | Roms erövring av Britainnia: Senatorn Aulus Plautius ledde fyra legioner in i Storbritannien till stöd för kung Verica som tillhörde Atrebaterna. Claudius kommer efter med förstärkning med bland annat 16 stridselefanter. Senare kejsar Vespasianus expanderar romarnas territorium. |
| 43 | Claudius annekterade Lycia som en romersk provins. | |
| 46 | | Den Odrysiske kungen Rhoemetalces III, en romersk klientstat, dödades i ett anti-romerskt upplopp. |
| 46 | Odrysien inlemmades i riket som provinsen Thrakien. | |
| 48 | | Claudius fru Messalina avrättades för konspiration. Messalina var Claudius tredje fru och var notoriskt otrogen, vilket var välkänt för alla utom Claudius. Den frigivne slaven Narcissus blev rådgivare till Claudius och samarbetade med Messalina. Gifte sig med Gajus Silius 48 i ett stort bröllop medan claudius var borta. Narcissus informerade Claudius och Messalina och Gajus avrättades.. |
| 48 | Claudius utnämnde Agrippa I son Agrippa II till kung of Iudaea. | |
| 49 | | Claudius gifte sig med sin brorsdotter, Agrippina den yngre. Agrippina var dotter till Germanicus och strävade efter att sätta sin son Nero på tronen. Claudius biologiska son Britannicus var fyra år yngre. |
| 50 | | Claudius adopterade Agrippinas son Nero som sin egen son.. |
| 54 | 13 oktober | Claudius dog. Nero efterträdde honom som princeps. Det fanns misstankar om att Agrippina hade förgiftat Claudius. Han hade mer och mer funderat på att göra Britannicus till arvinge när han blev myndig. Tidpunkten kom väldigt lägligt för Agrippa och Nero. Narcissus stödde mer och mer Britannicus på grund av Neros dåliga karaktär. |
| 54 | Narcissus dödades kort efter att Nero blivit kejsare. Seneca var lärare och ansvarig för Neros utbildning och fick därför stort inflytande. Seneca kom att bli en viktig västerländsk filosof. Marcus Antonius Pallas var ansvarig för ekonomin och stödde Agrippina. Burrus var praetorianprefekt, chef för Praetoriangardet. Nero drar sig bort från Agrippina vilket leder till att Agrippina börjar förespråka Britannica som kejsare när han blir myndig, vilket leder till att Nero förgiftar Britannica dagen innan han blir myndig. Även Pallas förskjuts. Olika anklagelser riktas mot Seneca och Burrus, båda undvek åtal men deras inflytande är därefter reducerat. Nero ville bli populär bland folket, vilket han blev, men han blev hatad av senaten och överklassen. Han drevs inte av det bästa för Rom utan önskade bekräftelse från folket, tyckte om musik och ville vara gladiator. Han skrev inte sina egna tal. Överklassen ville ha någon som uppfyllde de romerska idealen, en bra fältherre och bra talare, engagerad i statens affärer. Dagens syn på honom har påverkats av att överklassen skrev historia, inte vanligt folk, och hans förföljelse av kristna. | |
| 55 | 11 februari | Claudius yngre biologiska son Britannicus dog, troligtvis genom förgiftning. |
| 58 | | Rom–Partiska kriget 58–63: romerska styrkor attackerade Armenien under general Corbulo till stöd för den av Rom stödda kungen Tigranes VI av Armenien mot Partiens kandidat Tiridates I av Armenien. |
| 59 | 23 mars | Agrippina dödades på order av sin son Nero. Oklart om motivet var för att hon försökte lyfta fram någon annan till tronen eller hennes synpunkter på hans byte av fru. Flera försök misslyckades innan hon höggs ihjäl. Mordet gav Nero samvetskval vilket plågade honom. |
| 60 | | Boudicca, drottning över Icenerna, utvaldes för att leda Icener och Trinovanter mot Rom. Hon skulle efterträda sin man men Rom accepterade inte kvinnlig tronföljd. |
| 61 | | Camulodunum (nuvarande Colchester) brändes ner och legionen som försökte undsätta staden förintades. Även Londinium brändes ner. Den romerske generalen Suetonius väljer att dra sig tillbaka och välja slagfält. Slaget vid Watling Street: (slaget vid Paulerspury) Slaget skedde i en trång passage, där romarnas underläge inte innebar en lika stor nackdel. Resultatet blev en total seger för Rom. Ungefär åttio tusen soldater och civila Icener och Trinovanter dödades, antagligen nära dagens West Midlands, vilket innebar slutet på Boudiccas uppror. Nero hade haft planer att dra sig tillbaka från Britannia på grund av revolten. |
| 62 | | Rom–Partiska kriget 58–63: Romerska armén delas mellan Lucius Caesennius Paetus och Corbulo. Paetus får de mindre erfarna trupperna och tvingas kapitulera under förnedrande former efter att först ha haft kortvariga framgångar i Armenien, men får sedan dra sig tillbaka när vintern kommer. Corbulos undsättning kommer inte fram i tid. |
| 62 | Burrus dog och efterträds av Rufus och Tigellinus. Medan Burrus hade hämmat Neros sämre sidor verkar Tigellinus ha uppmuntrat dem. | |
| 62 | Nero gifter sig med Poppaea, hans andra fru (första var Octavia). Hon dog efter att ha fött deras enda barn, som dog efter några månader. Nero anklagades för hustruns död, vilket saknar bevis. Hans tredje fru (66-68) var Statilia Messalina | |
| 63 | | Rom–Partiska kriget 58–63: Romarriket och Partierriket kom överens om att Tridiates I och hans ättlingar skulle fortsätta vara kungar över Armenien som romerska klient, vilket ledde till ett slut på kriget. I praktiken utser parterriket kungen av Armenien men kungen behövde godkännas av Rom. |
| 64 | 18 juli | Roms brand: En brand brött ut som orsakade stora sador på egendom och många dödsfall under sex dagar Rom. Många gav Nero skulden för branden, som i sin tur skyller på de kristna som förföljs, torteras och dödas. Förföljelserna ledde till större motvilja mot Nero och sympati för de kristna. Aposteln Petrus som ska ha blivit korsfäst under Neros tid. Neros hebreiska namn i numerologi blir 666 vilket ska ha givit upphov till att det skulle vara djävulens tal. |
| 64 | Nero påbörjade konstruktionen av hans extravaganta villa Domus aurea. | |
| 65 | 19 april | Pisoniska konspirationen: Nero informerades om en bred konspiration med syfte att avrätta honom och att utse senator Gaius Calpurnius Piso till ledare för Rom. Nero inleder förräderirättegångar vilket leder till ökade antipatier hos aristokratin. |
| 65 | Seneca beordras att begå självmord på grund av inblandning i komplott mot Nero | |
| 66 | | Judiska kriget: “Den stora revolten”, Den judiska befolkningen i Iudaea gör uppror mot det romerska styret. Höga skatter, tidigare religiösa konflikter, konflikt mellan de som gynnades av romarnas närvaro och de som bara fick betala skatt, och att byggandet av Jerusalems tempel var färdigbyggt och många unga män blev arbetslösa skapade grogrund för konflikten. Gnistan var den romerska ståthållarens plundring av det andra templet. |
| 67 | | Judar attackerar den romerska garnisonen i Jerusalem och greker och romare. En romersk undsättningslegion utplånas. Vespasianus skickas till Iudaea med tre legioner och sina två söner, Titus och Domitianus, som båda kom att bli kejsare. Han vinner snabba segrar och belägrar Jerusalem år 68 när budet om Neros självmord når honom. |
| 68 | 9 juni | Vindex, ståthållare i Gallien, uppmanar Galba att göra revolt mot Nero. Galba avböjer och Vindex besegras av Verginius. Soldaterna vill att Verginius ska bli kejsare, men han avböjde Han kom senare att utses till konsul av Otho. Galba deklareras som statens fiende av Nero vilket leder till att Neros överges och fler uttrycker stöd för Galba. Nero, som gömde sig i en villa som tillhörde en frigiven slav, fick information om att senaten hade utnämnt honom till en fiende till staten och att han skulle föras till Forum för att bli offentligt slagen till döds. Han beordrade då hans sekreterare att döda honom. |
| 68 | 9 juni | Senaten accepterade Galba, governör över Hispania Tarraconensis, som härskare över Rom. Galba (senator, konsul, guvernör över Hispania Citerior) hade fått egendom beslagtagen av Tiberius, men Caligulas gav den tillbaka, vilket ledde till att han var lojal mot Caligula. Galba ogillades av sina soldater på grund av hård disciplin. På sin väg från Spanien plundrades flera romerska städer, möjliga fiender och deras familjer dödades. Praetoriangardet hade blivit lovade pengar av deras tidigare chef som inte betalades ut, och hård behandling av soldater gjorde honom impopulär även bland dessa. Gratis spannmål återinfördes inte vilket gjorde honom impopulär hos de fattiga, och desperata åtgärder för att få in pengar till statskassan efter Neros slöseri gjorde honom impopulär hos aristokratin. |
| 69 | 15 januari | Praetoriangardet mördade Galba och utnämnde Otho till härskare över Rom. Otho festade med Nero och var gift med Poppaea som senare blev Neros andra fru. Otho ville bli adopterad av Galba, men istället adopterade Galva Lucius Calpurnius Piso Frugi Licinianus. Otho övertalade då pretoriangardet att döda Galba. |
| 69 | 16 april | Efter att ha blivit besegrad av Vitellius, befälhavare för den romerska armen vid nedre Rhen, nära dagens Calvatone, valde Otho att begå självmord för att förhindra fortsatt inbördeskrig. Vitellius födelsehoroskop förutsåg att om han fick militärt befäl skulle det vara katastrof. Han tyckte om mat, var mild och umgicks med alla. Soldaterna gjorde honom till kejsare. Han upplöste praetoriangardet och ersatte det med de bästa trupperna från Rhenlegionerna. |
| 69 | Batavernas revolt: Gaius Julius Civilis, befälhavare för Bataviska auxilia trupperna i Rhen legionen, vände sig mot Rom. | |
| 69 | December | Senaten erkände Vespasianus, befälhavare för de romerska styrkorna i Aegyptus och Iudaea, som härskare över Rom. |
| 69 | 22 december | Vitellius avrättades i Rom av trupper lojala mot Vespasianus. |
| 70 | | Batavernas revolt: Efter ett antal förluster på slagfältet accepterade Civilis fred med romarna enligt villkor från general Quintus Petillius Cerialis. |
| 70 | September | Belägringen av Jerusalem: Den romerske generalen Titus forcerade Jerusalems murar, ödelade staden och förstörde det andra templet. |
| 71 | | Roms erövring av Britannia: Romerska styrkor anlände till dagens Skottland. |
| 73 | 16 april | Belägringen av Masada: Romerska styrkor trängde igenom murarna till Masada, ett bergsfort som hölls av Judisk extremist sect the Sicarii. |
| 77 | | Gnaeus Julius Agricola utnämndes till konsul och guvernör över Britannia. Agricolas dotter gifte sig med Tacitus, vilket har lett till att vi mycket information om Agricola. Agricola hade varit militärtribunal 58-62 i Britannien, därefter tjänstgjort i östra delen av riket. Han stödde Vespasianus. |
| 79 | 23 juni | Vespasianus dog. Han införde lärarlöner, fokuserade på att sanera ekonomin och införde nya skatter. Byggde upp infrastruktur både i Rom och i provinserna. Byggde en amfiteater, Colosseum, där Nero hade påbörjat sitt stora palats. Han efterträddes av sin son Titus. |
| 79 | Titus tillträde. Han avskaffar förräderi rättegångarna. Agerade milt och generöst. | |
| 79 | 24 augusti | Vesuvius utbrott 79: Vesuvius fick ett utbrott som förstörde städerna Pompeji och Herculaneum. Titus donerade pengar och startade en återuppbyggnad. |
| 80 | | Rom förstördes delvis i en brand. Titus avsatte stora ekonomiska resurser för att hjälpa offren, vilket gjorde honom populär. |
| 80 | Mars | Colosseum färdigställdes och invigdes av Titus, vilket blir hans sista officiella evenemang. |
| 81 | 13 september | Titus dog av feber. Titus blev populär precis som sin far. Han efterträddes av sin yngre bror Domitianus. Domitianus, som var 12 år yngre än Titus, fick mycket mindre uppmärksamhet av sin far och växte upp med sin syster och mor. Han kom att ogilla senaten och berövade dem deras makt, vilket de inte hade haft tidigare heller men tidigare kejsare hade visat senaten mer respekt. Han inspirerades av Augustus och införde moralreformer och bekämpade korruption. Precis som Augustus ville Domitian inte expandera riket utan ville fokusera på att stärka gränserna. Han lade mycket energi på att bygga murar längs Rhen, Donau och framför allt området däremellan. Domitian fick dåligt eftermäle delvis på grund av att han ogillades av överklassen, delvis på grund av att han förföljde kristna och framhölls av tidigare kristna som en ond kejsare. Han gifte sig med Domitia Longina som blev hans enda fru. |
| 85 | | Agricola återkallas till Rom. |
| 85 | Domitianus Dakiska krig: Den Dakiske kungen Decebalus invaderade Moesia och dödade guvernören. | |
| 86 | | Under Cornelius Fuscus och Domitianus slog romerska legioner tillbaka trupperna från Dacian. Fuscus gick över Donau men blev attackerad från alla håll och hela den romerska legionen utplånades av Decebalus. |
| 88 | | Domitianus Dakiska krig: Decebalus gick med på att återlämna alla romerska krigsfångar och acceptera att bli en romersk klientstat i utbyte mot årliga bidrag på åtta miljoner sestertie. |
| 89 | 1 januari | Lucius Antonius Saturninus, guvernör över Germania Superior, gjorde revolt mot Domitianus. |
| 89 | Saturninus blev avrättad. Förräderirättegångar återupptogs. | |
| 96 | 18 september | Domitianus avrättades av sina tjänare. De sista åren präglades av förföljelse av kristna, misstänksamhet och avrättningar av personer som hotade Domitian |
| 96 | 18 september | Nerva utnämndes av senaten till kejsare över Rom. Nerva var gammal och barnlös och sågs som ett bra val för senaten, som hade förlorat tillgångar under Domitian. Soldaterna var upprörda över att Domitians mördare inte ställdes inför rätta. Praetoriangardet stormade palatset och tog Nerva och fick igenom att de skyldiga förvisades. |
| 97 | | Nerva adopterade generalen och tidigare konsulen Trajanus som sin son. Trajanus var populär bland soldaterna. |
| 98 | 27 januari | Nerva dog och efterträddes av Trajanus. Trajanus var första kejsaren som var född i en provins utanför Rom (Spanien). Under hans tid (117) nådde Rom sin största utbredning. Anses som en av de bästa kejsarna. Började med att konsolidera sin makt, respekterade andra och bekräftade senaten. Genomförde militära erövringar. Gift med Pompeia Plotina som fick gott eftermäle. Trajanus besöker Rhen- och Donaugränsen och konstaterar att Dacia utgjorde ett hot. Bättrade på vägnätet i provinserna i närheten. Apollodours från Damaskus blev en viktig arkitekt som bland annat byggde bron över Donau som kom att vara den längst bron på över 1000 år. |

## 100-talet e.Kr.
| År  | Datum | Händelse |
| 101 | | Första Dakiska kriget: Rom invaderade Dakien. Kriget gick trögt för Rom och även om Rom vinner flera slag så är det till stora förluster. |
| 101 | September | Andra slaget vid Tapae: Trajanus besegrade styrkor från Dakien ledda av Decebalus, som drog sig tillbaka. Den antågande vintern gjorde att Trajanus drog tillbaka sina styrkor. |
| 102 | | Första dakiska kriget: Den Dakiska kungen Decebalus bekräftade sin lojalitet mot Rom vilket ledde till att kriget avslutades. |
| 105 | | Andra dakiska kriget: Decebalus försöker utnyttja känslan av misslyckande hos romarna och gör räder över den frusna Donau men misslyckas, många män drunknar när isen brister. Trajanus svarade på de återupptagna räderna in i Moesia genom att invadera Dakien. |
| 106 | | Slaget vid Sarmisegetusa: En romersk styrka erövrar Dakiska huvudstaden Sarmizegetusa Regia. Den dakiska kungen Decebalus flydde österut. |
| 106 | Kungariket Nabateans kung Rabbel II Soter dog. | |
| 106 | 22 mars | Nabatea annekterades av Romerska riket och organiserades som provinsen Arabia petraea. |
| 106 | Andra dakiska kriget: Den dakiska kungen Decebalus begår självmord för att undvikas att fångas. | |
| 107 | | Provinsen Dacia skapades. |
| 112 | | Trajanus forum invigdes. |
| 113 | | Romersk–Partiska kriget: Trajanus genomförde en expedition mot Parterriket. |
| 113 | Trajanuskolonnen restes på was erected in Trajanus forum för att fira segern över Dakien. | |
| 114 | | Trajanus avsatte den armeniska kungen Parthamasiris of Armenia, och omvandlade den romerska klientstaten till den romerska provinsen Armenia. Trajanus fortsatte direkt mot Parterriket |
| 115 | | Diasporarevolten: Judarna i Kyrene gjorde revolt mot romerskt styre. |
| 116 | | Romerska flottan opererar på Eufrat och transporteras på en smal landremsa över till Tigris. Trajanus återvänder mot Italien efter värmeslag. Provinserna Mesopotamien och Assyria organiserades på territoriet av erövrade områden från Parterriket. |
| 116 | Trajanus erövrades Parterriket huvudstad Ktesifon och avsatte shah Osroes I till förmån för hans son Parthamaspates av Partien. | |
| 117 | | Diasporarevolten: romerska styrkor erövrade Lod och avrättade en stor del av stadens befolkning. Upproret hade startat i Kyrene men spred sig till bland annat Cypern och Aegyptus. |
| 117 | 8 augusti | Trajanus dog. |
| 117 | 10 augusti | Senaten accepterade general Hadrianus som härskare över Rom, efter att dokument hade dykt upp som indikerade att han hade adopterats av Trajanus. |
| 117 | Osroes I avsatte sin son Parthamaspates och övertog titeln som shah över Parterriket. | |
| 118 | | Hadrianus drog tillbaka roms trupper från Armenien, Mesopotamien och Assyria och återinsatte respektive klientmonark. Senare lämnade Hadrianus även Dacia |
| 119 | | Ett uppror bröt ut i Britannia. |
| 121 | | Hadrianus börjar sin 4 år långa resa för att inspektera riket. Fokuserar på försvarsverk och publika byggnader i städerna han passerar |
| 122 | | Byggandet av Hadrianus mur vid Britannias norra gräns påbörjades.. |
| 123 | | Hadrianus anlände till Mauretania för att slå ned ett lokalt uppror. |
| 124 | | Hadrianus reste till Grekland för att delta i de Eleusinska mysterierna. |
| 126 | | Hadrianus återvände till Rom. |
| 126 | Det återuppbyggda Pantheon dedikerades till Agrippa, byggmästaren av den ursprungliga byggnaden | |
| 130 | | Hadrianus besökte Iudaea där han förbjöd omskärelse. Han återuppbygger Jerusalem under namnet Aelia Capitolina. Hadrianus besökte Egypten där hans älskare Antinous drunknade. Hadrianus grunder staden Antinopolis där Antonius dog. |
| 132 | | Bar Kokhba-revolten: Följarna till Simon bar Kokhba trodde att han var Messias och genomförde en revolt mot romersk styre i Iudaea. Hadrianus befann sig då i Grekland. |
| 135 | | Bar Kokhba revolt: Revolten slutade till ett pris av att tiotusentals romerska soldater och sex hundra tusen judiska rebeller och civila, inklusive bar Kokhba, dödades. Iudaea och Syria slogs ihop till provinsen Syria Palaestina. |
| 136 | | Hadrianus adopterade Lucius Aelius som sin son och efterträdare. |
| 138 | 1 januari | Lucius Aelius dog. |
| 138 | 25 februari | Hadrianus adopterade Antoninus Pius som sin son och efterträdare och gav honom tribunämbetet och imperium på villkor att han i sin tur adopterade Lucius Aelius söner Marcus Aurelius och Lucius Verus. |
| 138 | 10 juli | Hadrianus dog efter att de sista åren blivit sjuk och misstänksam. |
| 138 | 11 juli | Antoninus Pius efterträdde Hadrianus. |
| 141 | | Roms erövring av Britainnia: Romerska styrkor invaderar dagens Skottland under den Britanniska guvernör Quintus Lollius Urbicus. |
| 142 | | Byggandet av Antoninus mur vid Britanniens norra gräns påbörjas. |
| 161 | 7 mars | Antoninus Pius dog. Han efterträddes av Marcus Aurelius och Lucius Verus. Lucius föredrog att festa och spela medan Marcus läste och tänkte. Ingen hade någon militär erfarenhet. Lucius fick befälet i kriget mot Partien och delegerade kriget till duktiga generaler men tog själv åt sig äran av framgångarna. |
| 161 | Rom–Partiska kriget 161–166: Partiska riket avsatte Armenian king Sohaemus of Armenia, a Roman client, and installed Bakur. | |
| 165 | | Antoninska pesten: En pandemi, troligtvis smittkoppor eller mässling, började spridas genom Romarriket. |
| 166 | | Rom–Partiska kriget 161–166: Romerska styrkor plundrade Partiens huvudstrad Ktesifon. |
| 169 | | Lucius Verus dog av sjukdom, antagligen smittkoppor, vilket lämnade Marcus som ensam härskare.. |
| 169 | Markomannerkriget: En koalition av Germanska stammar ledda av Markomannerna invaderade Romarriket över Donau. | |
| 175 | | Markomannerkriget: Rom och Iazygerna skrev under ett fredsfördrag där de senare förband sig att släppa krigsfångar och att ställa upp med trupper till Auxilia. |
| 177 | | Marcus utnämnde sin biologiska son Commodus som medregent. Marcus och Commodus samregerade till 180 |
| 180 | 17 mars | Marcus dog. |
| 180 | Antoninska pesten: Pandemin tar slut. | |
| 180 | Commodus blir ensam kejsare. Överlät skötseln av riket till gunstlingar, vilket i praktiken innebar att Romarriket styrdes av praetorianprefekter mellan 182 och 189. Commodus avslutade snabbt krigen norr om Donau                                                                                              | |
| 182 | | Första konspirationen mot Commodus ledd av hans syster Lucilla misslyckas. |
| 184 | | Antoninus mur övergavs av romerska styrkor. |
| 190 | | En matbrist ledde till upplopp mot praetorianprefekten som hade fått ett stort inflytande över politiken. Commodus styrde därefter riket själv, men ägnade sig mest åt att slåss som gladiator. Han hade storhetsvansinne och ville döpa om Rom och trodde han var Herkules återfödd. |
| 192 | 31 december | Commodus älskarinna Marcia försökte förgifta honom genom hans mat, men han lyckades få upp maten efter att ha ätit. Istället ströps Commodus av sin brottarpartner Narcissus. Han blev den sista kejsaren av Nervansk-antoninska ätten. |
| 193 | 1 januari | Praetoriangardet utropade konsulen Pertinax som härskare över Rom vid Castra Praetoria. Pertinax var son till en befriad slav. Han funderade på att bli grammatiklärare men gjorde istället militär karriär. Han blev konsul 175 tillsammans med Didius Julianus. Pertinax var inte populär bland soldaterna på grund av hård disciplin. Han lovade stora summor till Pretoriangardet, men gav bara hälften av vad han hade lovat.     |
| 193 | 28 mars | Pertinax avrättades av Praetoriangardet. |
| 193 | 28 mars | Praetoriangardet utropade den tidigare konsulen Didius Julianus, som hade erbjudit den största summan pengar till Praetoriangardet, till kejsare. I budgivningen hade Julianus bjudit mot Pertinax svärfar. Julianus bodde som liten hos Marcus Aurelius mor. Han var befälhavare för en legion i provinsen Germanien, guvernör över Belgica och senare flera andra provinser. på grund av att han köpte makten blev han illa omtyckt. |
| 193 | 9 april | Pescennius Niger, guvernör (legatus Augusti pro praetore) över Syrien Palestina, utropades till härskare över Rom av hans legion. |
| 193 | 14 april | Legio XIV Gemina utropar sin befälhavare Septimius Severus till härskare över Rom vid Carnuntum. Severus tågar mot Rom med sina soldater. Han kommer överens med Clodius Albinus om att han ska få titeln Caesar i utbyte mot stöd. Julianus saknar stöd och avrättas |
| 193 | Septimius Severus föddes i Nordafrika. Två farbröder var konsuler i Italien. Blev rekommenderad av sin farbror för Marcus Aurelius men utan resultat. Flyttade tillbaka från Rom till Nordafrika under pesten. De många dödsoffren under pesten skapade lediga platser och fick en senatorplats vid 18 års ålder. | |
| 193 | Maj | Senaten erkände Septimius Severus som härskare över Rom och dömde Julianus till döden. |
| 193 | Septimius Severus upplöser praetoriangardet. Istället tillsätts gardet av de bästa soldaterna i provinserna. Tidigare hade soldaterna i praetoriangardet kommit från Italien. Reformen dränerar legionerna på sina bästa soldater.                                                                                | |
| 193 | Septimius Severus besegrade Pescennius Niger i två mindre slag i Östra mindre Asien | |
| 194 | | Slaget vid Issos (194): Nigers styrkor besegrades av Septimius Severus. |
| 196 | | Clodius Albinus, befälhavare över de romerska trupperna i Britannia och Iberiska halvön, tog titeln Imperator Caesar Decimus Clodius Septimius Albinus Augustus. |
| 196 | Nigers sista generaler ger upp i Byzantion efter en två år lång belägring | |
| 197 | 19 februari | Slaget vid Lugdunum: Septimius Severus mötte Albinus i slaget vid Lugdunum. |
| 197 | 19 februari | Albinus begick självmord eller blev dödas. |
| 197 | Rom–Partiska kriget: Septimius Severus plundrade Partiska huvudstaden Ktesifon och Babylon. Han belägrade den viktiga staden Hatra både 198 och 200 utan framgång. | |
| 197 | Plautianus bliv prefekt över Praetoriangardet. Han utökade det till 50000 man och gjorde om det till att bli kejsarens armé istället för livvakt. Platianus skötte administrationen av riket och använde makten för att berika sig själv och röjde undan personer han ogillade.                                   | |
| 198 | | Septimius Severus utnämnde sin äldsta biologiska son Caracalla till medregent till sig själv. |

## 200-talet e.Kr.
| År      | Datum | Händelse |
| 203     | | Septimius Severus uppförde Severusbågen för att skildra kriget mot Parterna. |
| 203     | Plautianus utnämns till konsul. Ogillas av den kejserliga familjen och andra som står Severus nära. | |
| 204     | | Caracalla gifte sig med Plautianus dotter Fulvia Plautilla. Äktenskapet blev olyckligt och Caracalla deklarerar att han ska döda både fru och svärfar när han blir kejsare. |
| 208     | | Roms invasion av Kaledonien 208–210: Septimius Severus invaderade dagens Skottland. Severus tar med sönerna till Skotland, försöker besegra de stridande, och samtidigt få sönerna att ändra livsstil. Kaledoniderna använde gerillakrig. |
| 209     | | Septimius Severus utnämnde sin biologiska yngre son Publius Septimius Geta till medregent tillsammans med honom och Caracalla. |
| 211     | 4 februari | Septimius Severus dog. Severus söner vägrade prata med varandra och bodde i varsin ände av kejsarpalatset med murar emellan. |
| 211     | Roms invasion av Kaledonien 208–210: Caracalla avslutade kampajen | |
| 211     | 26 december | Geta mördades av Praetoriangardet lojala mot Caracalla i samband med ett möte. Brödernas mamma hade bjudit in sönerna till sin bostad för att få slut på fiendskapen. Efter mordet springer Caracalla ut till praetoriangardet och säger att båda bröderna blivit utsatta för ett mordförsök. Caracalla rensar ut alla som har haft någon koppling till Geta, den största utrensningen i Romarrikets historia. Caracalla följer sin fars råd och fokuserar på att hålla soldaterna nöjda och höjde deras löner kraftigt. |
| 212     | | Constitutio Antoniniana utfärdades av Caracalla vilket innebar att alla fria män i Romarriket fick fullt romersk medborgarskap och att alla fria kvinnor skulle ha samma rättigheter som romerska kvinnor. Ett motiv var att kunna beskatta fler personer och därmed öka skatteintäkterna. |
| 212     | Caracalla påbörjar byggandet av den badanläggning i Rom som idag är uppkallad efter honom, Caracallas termer | |
| 215     | | I Alexandria genomförde Caracalla en massaker efter ett skådespel om mordet på hans bror. |
| 216     | | Caracalla föreslog för Artabanes IV att hans dotter skulle gifta sig med Caracalla. När Artabanes nekade använde Caracallas detta som en förevändning för att starta krig mot Parterriket. |
| 216     | Caracalla sätter Khosrov I av Armenien och hans familj i fängelse och sätter en romare som guvernör över Armenien | |
| 217     | 8 april | Caracalla avrättades av medlemmar av sin egen livvakt. |
| 217     | 8 april | Praetoriangardet utnämnde deras egen prefekt Macrinus till härskare över Rom. Macrinus föddes i Algeriet och var den första kejsaren som var av Equites bakgrund. Han fick ta över många konflikter som Caracalla skapade och en ekonomi körd i botten på grund av höga soldatlöner. |
| 218     | | Slaget vid Nisibis slutar med att Macrinus erbjuder Parterriket under Artabanes IV genom att Romarriket betalar en stor summa pengar i krigsskadestånd. |
| 218     | Macrinus sluter fred med Armenien genom att frige kungafamiljen och återbörda det som hade tagits | |
| 218     | 16 maj | Elagabalus utropades till kejsare. Han namn kommer av att han var överstepräst till guden Elagabal |
| 218     | 8 juni | Macrinus tillfångatogs och avrättades av en armé lojal mot Elagabalus. Macrinus hade inte genomfört utrensning av gamla kejsarfamiljen, utan dessa bodde kvar i Rom. Senare beslutade Macrinus att de skulle förvisas. De började konspirera för att återta makten. |
| 218     | Julia Maesa var dotter till en syrisk överstepräst i Syrien. Prästerskapet för solguden Elagabal gick i arv. Julia Maesa var syster till Julia Domna som var gift med Septimus Severus. Julia Maesa fick döttrarna Julia Soaemias, som blev mor till, och Julia Mamaea, som blev mor till Alexander Severus. Under Alexander Severus kom Julia Maesa att styra, han var bara 15 år vid trontillträdet. | |
| 219     | September | Elagabalus anländer till Rom. Har flera relationer med män och var antagligen transsexuel. Gift fem gånger, bl a med en Vestal vilket upprör romarna. Han flyttade den svarta stenen från Emesa till Rom och ersatte Jupiter med Elagabal som rikets skyddspatron. |
| 221     | | När Elagabalus popularitet minskade ordnade Julia Maesa så att Alexander Severus utnämns till Caesar. |
| 222     | 11 mars | Elagabalus (och hans mor) mördades av praetoriangardet när han försökte återkalla Alexander Severus utnämning. Alexanders utses till härskare över Romarriket. Ett råd på 12 senatorer utsågs för att stödja och hjälpa härskaren. Bland dem kände juristen Ulpianus från Tyros och historikern Dio Cassius. |
| 223     | | Ulpianus dödades av Praetoriangardet under upploppet i Rom när folket försökte försvara Ulpianus mot Praetoriangardet. |
| 224     | | Julia Maesa dog. Alexanders mamma Julia Mamaea får ett större inflytande. |
| 224     | Parterriket kollapsade och Sasaniderna uppstod istället | |
| 229     | | Dio Cassius förvisas från Rom när han hotas av praetoriangardet. Alexander försöker skydda honom men inser att han inte har något val Alexanders fru Sallustia Orbiana förvisas från Rom, Alexanders mamma är svartsjuk på att Alexander spenderar tid med henne och att hennes eget inflytande riskerar att minska |
| 230     | | Romerska-persiska krigen: Den Sasanidiska shahen Ardashir I invaderade Mesopotamia och Syria. |
| 232     | | Romerska-persiska krigen: Alexander slog tillbaka den Sasanidiska invasionen. Han delar upp sin armé i tre men väljer att inte gå in med den största och mittersta vilket leder till katastrof för de andra två arméerna. Sasaniderna upplöste sina arméer och det blir fred. Soldaterna är upprörda över snålheten, att Alexanders mamma styr och att Alexander försökte nå fred istället för att kriga. |
| 235     | 19 mars | Alexander dödades i ett myteri i Legio XXII Primigenia i Mainz. Alexander försökte nå fred med germanska stammar som anfallit Romarriket genom att köpa sig fred, vilket upprörde soldaterna ännu mer |
| 235     | 20 mars | Armen utsåg Maximinus Thrax, befälhavare för Legio IV Italica, till härskare över Romarriket. Maximinus Thrax kom från en enkel bakgrund i Thrakien (därav namnet Thrax). Han steg i graderna inom praetoriangardet. Han blev omtyckt av soldaterna eftersom han delade soldaternas liv. Han föraktade aristokratin. |
| 238     | 22 mars | Gordianus I, guvernör i Africa, accepterade att bli härskare över Romarriket på uppmaning av rebeller i hans provins. Han utnämnde sin son Gordianus II som medregent. |
| 238     | 2 april | Senaten accepterade Gordianus I och Gordianus II som härskare över Romarriket.. |
| 238     | I slaget vid Karthago (238): Styrkor lojala mot Gordianus I och Gordianus II besegrades av Capelianus, guvernör över Numidien, som var lojal mot Maximinus. Gordianus II dödades och Gordianus I begick självmord.. | |
| 238     | 22 april | Senaten valde två senatorer, Pupienus och Balbinus, att tillsammans styra riket. |
| 238     | 22 april | Folkligt motstånd mot Pupienus och Balbinus ledde till att senaten gav Gordianus I yngre barnbarn Gordianus III titeln Caesar. |
| 238     | Maj | Maximinus mördades med sin son i ett myteri av Legio II Parthica vid Aquileia. Maximinus blev impopulär bland soldaterna när disciplinen blev hård och belägringen av Aquileia drog ut på tiden och belägrarna fick ont om mat.. |
| 238     | 29 juli | Pupienus och Balbinus torterades och mördades av praetoriangardet i deras baracker. Pupienus och Balbinus hade svårt att komma överens. En brand i Rom skyllde befolkningen på de båda. Gordianus III blev kejsare när han var 13 år gammal. Han gillades både av senaten, folket och praetoriangardet. |
| 241     | | Gordianus III gifte sig med Tranquillina, hennes far Timesitheus var preatorianprefekt och blir de facto kejsare vilket leder till stabilitet mellan kejsaren och praetoriangardet. |
| 242     | | Shahpour I blev kung över Sasaniderna efter att i två år samregerat med hans far Ardashir I |
| 243     | | Slaget vid Resaena: Romerska styrkor besegrade Sasaniderna vid Resaena. |
| 243     | Timesitheus fortsätter fälttåget, men dog i Mesopotamien av en sjukdom. Filip Araben tog över som preatorianprefekt över praetoriangardet. | |
| 244     | | Slaget vid Misiche: Sasaniderna besegrade en romersk styrka vid Misiche, nära dagens Fallujah. Gordianus III dödades, troligtvis av en annan romare eller på anstiftan av Filip Araben. Han efterträddes av Filip araben, preatorianprefekten för praetoriangardet, som tvingades avträda Mesopotamien och Armenien till Sasaniderna. |
| 244/245 | | Filip anlände till Rom och utnämns till kejsare. Filip förvaltade de västra delarna av riket medan hans bror Gaius förvaltade de östra. Totalt fyra revolter under Filips tid som kejsare |
| 248     | April | Rom firade 1000-årsjubileum. Filip anordnar en sekularfest som för romarna var religiösa spel som anordnades med 100-110 års mellanrum. Intervallet var för att ingen skulle ha upplevt det tidigare. |
| 249     | | Decius skickades till Moesia efter att ett uppror brutit ut men som snabbt ebbade ut. Trupperna var missnöjda med att de inte fick attackera goterna på andra sidan Donau för att få hämnd för goternas anfall och för att plundra vilket Filip motsatte sig, och istället övertalade de Decius att leda dem och bli ny kejsare. Filip dödades i Verona i strid med Decius, |
| 250     | | Decius konstaterade att problemen i romarriket var brist på goda egenskaper. Varje person i Romarriket skulle därför offra till de romerska gudarna, vilket skulle ge en biljett som måste visas upp. Många kristna vägrade, och dödades. Instiftar censor ämbetet och försöker få Valerianus att anta det, men han avböjer |
| 251     | | Decius utnämnde sin son Herennius Etruscus som medregent. |
| 251     | Slaget vid Abrittus: Romerska styrkor led ett nederlag mot goterna under deras kung Cniva nära dagens Razgrad. Decius och Herennius dödades. Cniva var på väg norrut med plundrat gods men tillåtas välja en plats för slaget när Decius stressade efter. | |
| 251     | Arméerna vid Donau utnämnde sin befälhavare Trebonianus Gallus till härskare över Romarriket. Han slöt fred med gallerna i utbyte mot att Rom betalade tribut | |
| 251     | Senaten erkände Decius son Hostilianus som härskare över Romarriket. Gallus adopterade Hostilianus som sin son, och som medregent. | |
| 251     | Cyprianska pesten: Hostilianus dog, troligtvis av pesten.. | |
| 251     | Gallus utsåg sin biologiska son Volusianus som medregent. | |
| 253     | | Goterna hotade med nya anfall. Cniva korsade gränsen men besegras av en underlägsen romersk styrka under Aemilianus. Aemillianus utnämns till kejsare av trupperna som han ledde. |
| 253     | Slaget vid Barbalissos: En Sasanidisk styrka besegrade en romersk arme vid Barbalissos, nära dagens Ath Thawrah | |
| 253     | Augusti | Gallus och Volusianus dödades i ett myteri i Terni. Armen utnämnde Aemilianus, guvernör över Pannonia och Moesia, till härskare över Romarriket. Aemilianus är kejsare i en månad. Han försöker få över senaten på sin sida genom att överlåta mer makt till senaten. |
| 253     | Aemilianus dödades av sina egna soldater när en armé under Valerianus anlände till Italien från Rhen. | |
| 253     | 22 oktober | Valerianus utnämnde sin son Gallienus till medregent. |
| 256     | | Sasaniderna erövrade och plundrade Antiokia. |
| 257     | | Valerianus återerövrade Antiokia. |
| 258     | | Goterna invaderade Anatolien. |
| 258     | Cyprianus dödades i förföljelsen av kristna. | |
| 258     | Franker invaderar Romarriket från sitt område vid nedre Rhen. Postumus misslyckades med att stoppa invasionen. | |
| 259     | | Alemanner invaderade Italien från övre Rhen. |
| 260     | | Dakiske kungen Regalianus dog, som var romersk kejsare under några månader.. |
| 260     | Valerianus blev tillfångatagen av Sasaniderna. | |
| 260     | Gallienus blir kejsare efter att hans far blivit tillfångatagen. Utnämnde militärer till befäl istället för senatorer vilket gör honom impopulär bland aristokratin. | |
| 260     | September | General Postumus utnämndes till härskare över Rom i det Galliska riket. Han hade fått befälet över trupperna vid Rhen medan Gallienus slog ner goternas attacker över Donau. Gallenius son Saloninus och praetoriangardets prefekt Silvanus stannade med Postumus. En konflikt över krigsbyte från besegrade germaner ledde till att Saloninus och Silvanus dödades. Postumus var kejsare över galliska riket i 10 år.                                                                                                   |
| 260     | Invasion av Sasaniderna under Shahpour. Odaenathus som var härskare i den nästan självstyrande Palmyra besegrade sasaniderna när det var på väg tillbaka. | |
| 263-265 | | Gallienus försöker vid ett eller två tillfällen avsätta Postumus militärt. Vid ett tillfälle skadades han av en pil och får avbryta. Han genomförde inga mer kampanjer mot Postumus. |
| 264     | | Valerianus dog i persisk fångenskap. |
| 267     | | Odaenathus och hans äldsta son mördades. Hans änka Zenobia styrde i deras son Vaballathus ställe. |
| 267     | Goterna invaderade Östra Romarriket till land och till sjöss. Ca 500 skepp seglar längs Svarta havets västra kust. De belägrade Byzantium men misslyckades med att inta staden. De besegrades av en romersk flotta i Marmarasjön. Resterande flotta delas upp, en seglade mot Kreta och Rhodos, en landstiger i Grekland. Aten och Sparta plundrades, men goterna besegras först av en ihopsamlad grekisk armé och sedan av en romersk armé. | |
| 268     | | Vid slaget vid Naissus besegrade romerska styrkor under Claudius Gothicus en gotisk armé nära dagens Niš vilket undanröjde hotet från goterna på Balkan i flera årtionden. Kvarvarande goter gav upp och fick tillåtelse att slå sig ner i Romarriket. |
| 268     | Gallienus mördades av sina soldater under belägringen av Pontirolo Nuovo. | |
| 268     | September | Claudius Gothicus utnämndes till regent över Romarriket av sina soldater. Han föddes någonstans i Illyrien och var den första av flera kejsare från den delen av Romarriket. Många generaler var också Illyrier. Claudius ledde själv trupperna till flera segrar mot goter och germaner. |
| 268     | Invasion av Alemanner i Italien | |
| 269     | | Postumus dödades av sina soldater, vilka i sin tur valde en av sina egna, Marcus Aurelius Marius, kejsare över Galliska riket. |
| 269     | Marius mördades av Victorinus, tidigare prefekt i Postumus Praetoriangardet, och ersatte honom som härskare över Galliska riket. | |
| 269     | Zenobia erövrade Aegyptus. Hon förklarade Palmyra självständigt från Rom och gick därmed längre än sin man, vilket var en krigsförklaring mot Rom. | |
| 270     | Januari | Claudius Gothicus dog. Han efterträddes av sin bror Quintillus. Quintillus utsågs av senasten medan soldaterna ville ha Aurelianus. |
| 270     | April | Quintillus dog i Aquileia. |
| 270     | September | Aurelianus blev kejsare över Rom. |
| 271     | | Slaget vid Fano: En romersk styrka besegrade Juthungi vid Metauro nära dagens Fano |
| 271     | Victorinus mördades av en officer han hade Hanrejat. | |
| 271     | Tetricus I, praeses över Gallia Aquitania utropades till kejsare över Galliska riket. Han utnämnde sin son Tetricus II som medregent. | |
| 272     | | Zenobia arresterades när hon var på flykt till Sasaniderna. |
| 273     | | Palmyra gjorde uppror mot Romarriket och förstördes. |
| 274     | | Slaget vid Châlons: Aurelianus besegrade Tetricus I I och Tetricus II nära dagens Châlons-en-Champagne. |
| 274     | 25 december | Det nya templet dedikerat till Sol Invictus invigdes. Aurelianus har gjort Sol Invictus till huvudgud i Romarriket för att skapa enhet. Övriga gudar fanns kvar. Reformen underlättare för kristendomen som en föregångare till monoteism |
| 275     | September | Aurelianus mördades av praetoriangardet. |
| 275     | 25 september | Armen vill inte utnämna kejsare och passade över till senaten, som inte heller vill utnämna en kejsare. Armen passar tillbaka till senaten. Senaten valde Tacitus till kejsare. Tacitus besegrar flera germanska stammar. Aurelianus hade byggt upp en effektiv armé igen. |
| 276     | Juni | Tacitus dog. |
| 276     | Marcus Aurelius Probus, befälhavare för de romerska styrkorna i öster och Tacitus halvbror, utropades till kejsare av sina trupper. Trycket från germanska stammar minskade. Dessa erbjöds istället möjlighet att bosätta sig inom Romarriket | |
| 276     | Florianus, prefekt över praetoriangardet och befälhavare över de romerska styrkorna i väst, utropades till kejsare av sina trupper. | |
| 276     | September | Florianus avrättades nära Tarsus av hans trupper efter nederlaget mot Probus. |
| 279     | | Probus startade en kampanj mot vandalerna i Illyricum. |
| 282     | | Praetoriangardet valde deras prefekt Carus till härskare över Rom.. |
| 282     | Probus mördades. | |
| 282     | Carus gav sina söner Carinus och Numerianus titeln Caesar. | |
| 283     | | Carus dog under ett fälttåg mot Sasaniderna. |
| 284     | | Numerianus dog. |
| 284     | 20 november | Romerska styrkor i öst valde konsuln Diocletianus till deras ledare och utnämnde honom till augustus. |
| 285     | Juli | Slaget vid Margus: Styrkor lojala mot Diocletianus besegrade Carinus vid Morava. Carinus dödades. |
| 285     | Juli | Diocletianus gav Maximianus Herculius titeln Caesar. Diocletianus ansåg riket vara för stort för att styras av en person. Kejsaren skulle ha med sig större delen av armen för att undvika att framgångsrika generaler tog makten. Kejsaren skulle utses av gud (Jupiter), inte av armen eller senaten. Diocletian besökte aldrig Rom utan styrde från flera andra städer. |
| 285     | Bagauder gjorde uppror i Gallien vilket gav utrymme för germanerna att invadera. | |
| 286     | | Carausian Revolt: Sjöbefälhavaren Carausius utnämnde sig själv till kejsare i Britannia och norra Gallien.Han hade stulit och hotades med avsättning och valde då att alliera sig med germanerna. Maximianus lyckades inte besegra Carausius |
| 286     | 2 april | Diocletianus utnämnde Maximianus augustus över västra delen av riket, medan han själv styrde som augustus över östra delen. |
| 288     | | Diocletianus och Maximianus bedrev kampanj öster om Rhen för att få ryggen fri i kommande attack mot Carausius |
| 289     | | Maximianus invaderade Britannien med misslyckas. Carausius var populär eftersom han lyckades freda landet från pirater, hålla innehållet i mynten konstant vilket är bra för handeln och han var en duktig befälhavare. Han byggde befästningar i södra Britannia för att skydda mot en invasion. |
| 293     | | Diocletianus etablerade Tetrarkin, utnämnde Constantius Chlorus att vara Caesar under Maximianus i väst och Galerius att inneha titeln under sig själv i öst. Constantius och Galerius blir caesar men inte augustus. |
| 293     | Carausians revolt: Constantius Chlorus erövrade Carausius Galliska territorium och genomförde attacker mot frankerna i Gallien och fortsatte kriget mot alemannerna öster om Rhen. | |
| 293     | Carausius mördades av sin finansminister Allectus som ersatte honom som kejsare över Britannia. | |
| 295     | | Två invasionsflotter seglade mot Britannia. En under praetorianprefekten Julius Asclepiodotus från Seines mynning som landstiger nära Southampton. En annan avseglade från Bononia under Constantius som anlände senare. |
| 295     | Diocletianus genomförde förändringar inom det administrativa och militära. Antalet provinser fördubblades och delades upp i gränsprovinser som fokuserade på försvar och inre provinser som fokuserade på ekonomi. Provinsstyret delades upp i en politisk och en militär ledare, både för ökad effektivitet och minskad risk för revolter från de egna provinserna. Italien fick betala skatt, från att tidigare ha varit skattebefriat. Bara Rom blev framöver skattebefriat.. Rom och senaten fick inte fortsätta styra senatorprovinser utanför Italien. Styret tillsattes istället genom meritokrati. Dux var den högsta militära ledaren i en provins. Behövde tillstånd av högsta civila ledaren för att använda militären. | |
| 296     | | Carausians revolt: Allectus besegrades och dödades vid Calleva Atrebatum. |
| 296     | Galerius genomförde ett förebyggande anfall mot Sasaniderna som under kung Narseh som har blivit mer aggressiva och invaderat Armenien. Galerius blir besegrad vid Callinicum. | |
| 297     | | Egypten tappade sin ekonomiska särställning och utropade sin egen kejsare. Diocletianus slog ner revolten och tog ifrån Egyptens rättighet att prägla egna mynt. |
| 298     | | Galerius invaderar Armenien med 25000 man och överraskar Narseh i hans läger i Satala i nuvarande östra Turkiet. Narsehs fru, barn, syster och delar av eliten blir tillfångatagna. |
| 299     | | I freden i Nisibis mellan Romerska riket och Sasaniderna blev Armenien en vasall under Rom, Rom fick styra över Iberias utrikespolitik, Mesopotamien hamnade under Rom och Tigris blev gränsflod. Freden kom att vara fram till slutet av 330-talet. |

## 300-talet e.Kr.
| År  | Datum | Händelse |
| 301 | | Diocletianus utfärdade Diocletianus prisedikt vilket innebar reform av valutan och prissättningen på ett antal varor. |
| 303 | 24 februari | Diocletianic Förföljelse: Diocletianus (inspirerad av antikristna hökare, ex Galerius) utfärdade sin första edikt mot kristna, uppmanade till att första kristnas heliga böcker och platser för tillbedjan och and frånta kristna deras statliga ämbeten och politiska rättigheter. Alla ska offra till de romerska gudarna. I de västra delarna av romarriket som styrdes av Constantius Chlorus var förföljelsen mindre omfattande. Bristande folkligt stöd förföljelsen. Monoteismen accepterades i Romarriket. Kristna ses inte som ett hot bland vanliga romare. Förföljelsen fortsätter till 304. Diokletian blir svårt sjuk men överlever men är sjuklig i över ett år |
| 303 | 20 november | Diocletianus besökte Rom för första gången. Datumet firar han 20 års regeringstid. Han ogillade Rom och romarna på grund av deras festande och vulgära beteende. Han avslutade sitt besök i förtid vilket gjorde många romare upprörda. |
| 305 | 1 maj | Diocletianus och Maximianus abdikerade. Maximianus abdikerade mot sin vilja. Constantius och Galerius upphöjdes till augustus i Västromerska respektive i Öst. Galerius utnämnde Flavius Valerius Severus till Caesar i Västromerska Maximinus II till Caesar i öst. De två augustus står Galerius nära och rubbar balansen mellan Constantius och Galerius. |
| 306 | 25 juli | Constantius dog i Eboracum. I enlighet med hans sista önskan utnämnde hans trupper hans son Konstantin till augustus. Konstantin var son till Constantinus och Helena. Constantius har även barn med Theodora |
| 306 | Galerius erkände Flavius Valerius Severus som augustus i Västromerska delen av riket och erbjöd Konstantin den lägre titeln Caesar, vilket han accepterade.                                                                                         | |
| 306 | Tetrarkins sönderfall: Upprorsmakare i Rom utnämnde Maximian son Maxentius till härskare över Rom. Han tog titeln princeps invictus, obesegrad prins. Han kontrollerade Italien och Nordafrika.                                                     | |
| 306 | Maxentius bjöd in Maximian till att återta titeln augustus. | |
| 307 | | Tetrarkins sönderfall: Flavius Valerius Severus kapitulerade till Maximian i Ravenna. |
| 307 | Tetrarkins sönderfall: Galerius belägrade Rom. Många av hans soldater deserterade till Maxentius och han blev tvungen att fly. | |
| 308 | | Tetrarkins sönderfall: Efter en misslyckad kupp mot sin son Maxentius tvingades Maximian fly till Konstantin hov. |
| 308 | 11 november | Maximian avsade sig titeln som augustus. Galerius utnämnde Licinius till augustus över Västromerska delen av riket och bekräftade Konstantin som Caesar Västromerska delen av riket. |
| 310 | Juli | Tetrarkins sönderfall: Maximian tvingades begå självmord efter en misslyckad kupp mot Konstantin. |
| 311 | Maj | Galerius dog. Licinius och Maximinus kom överens om att dela upp den östra rikshalvan mellan sig. |
| 311 | Tetrarkins sönderfall: Konstantin befäste en allians med Licinius genom att erbjuda honom att gifta sig med sin halvsyster Flavia Julia Constantia.                                                                                                 | |
| 311 | Tetrarkins sönderfall: Maximinus ingick en hemlig allians med Maxentius. | |
| 311 | 3 december | Diocletianus dog, möjligtvis från självmord. |
| 312 | 28 oktober | Slaget vid Pons Mulvius: Konstantin hade enligt senare källor en vision om ett kors som uppenbarade sig över solen vid Ponte Milvio med orden “I detta tecken ska du segra”. Hans styrkor besegrade och Maxentius. Maxentius hade förstört alla broar över Tibern och räknande med att bli belägrad i Rom. Stämningen i staden blev allt sämre och ha n valde därför att konfrontera Konstantin. Maxentius och hans trupper korsade floden på en pontonbro och slogs med floden i ryggen. Konstantins trupper var färre men mer motiverade. Maxentius drunknar under flykten över Tibern.                                                                                     |
| 312 | 29 oktober | Konstantin tågar in i Rom under folkets hyllningar. Han offrade inte till Jupiter som brukligt. Han upplöste Praetoriangardet och lovade senaten att deras rättigheter skulle återupprättas. |
| 313 | Februari | Konstantin och Licinius utfärdade ediktet Ediktet i Milano, som innebar att Romarriket skulle hålla sig neutralt i religiösa frågor, vilket i praktiken innebar ett slut på förföljelsen av kristna. Dessutom skulle kristna få tillbaka beslagtagen egendom. |
| 313 | Mars | Licinius gifte sig med Constantia. |
| 313 | 30 april | Maximinus började bygga upp en arme och tåga västerut i ilfart vilket överraskade Licinius. Slaget vid Tzirallum: Licinius besegrade en numerärt överlägsen styrka lojal mot Maximinus i dagen Tekirdağprovins. Maximinus fled to Nicomedia. |
| 313 | Augusti | Maxentius dog i Tarsus. |
| 314 | 8 oktober | Slaget vid Cibalae: Konstantin besegrade Licinius nära dagens Vinkovci. |
| 317 | | Slaget vid Mardia: Efter ett blodigt slag, antagligen nära dagens Charmanli, drog sig Licinius undan Konstantins styrkor. |
| 317 | 1 mars | Licinius erkände Konstantin som sin överordnad, lämnade alla sina territorier utanför Thrakien och kom överens om att avsätta och avrätta Valerius Valens, som han hade gjort till augustus. |
| 318 | | Konstantins son Crispus besegrade germaner vid Rhen. Lyckas även besegra dem 320 och 323 vilket gör honom populär bland soldaterna. När han och hans far besöker Rom 320 sägs hyllningarna till Crispus varit större än de för Konstantin. Crispus blir romersk konsul första gången av tre. |
| 324 | 3 juli | Slaget vid Adrianople (324): Licinius förlorade ett slag mot Konstantin vid Maritsa. Konstantin bygger en falsk bro som avledning för att ta sig över floden Hebrus uppströms och överraskar Licinius trupper. Licinius drar sig tillbaka efter att mörkret har stoppat striderna. |
| 324 | Vid Sjöslaget vid Hellesponten lyckas Crispus mindre flotta utmanövrera Licinius större flotta. Licinius flotta drar sig tillbaka till Gallipoli. Mycket tack vare en storm förstörs nästan hela Licinius flotta.                                   | |
| 324 | 18 september | Slaget vid Chrysopolis: Konstantin den store utdelade ett avgörande slag mot kvarvarande trupper tillhörande Licinius armé. Licinius kapitulerade. |
| 325 | 20 maj | Första konciliet i Nicaea: Ett ekumeniskt koncilium sammankallat av Konstantin den store i Nicaea öppnades som slog fast den Nicaenska trosbekännelsen som hävdar att Jesus är av samma substans som Fadern. Detta i konflikt med arianismen som säger att Jesus inte alltid har funnits, och därför inte är samma enhet som Gud. |
| 325 | Licinius avrättades. | |
| 326 | | Konstantin beordrade att hans äldsta son Crispus skulle avrättas. |
| 330 | 11 maj | Konstantin flyttade sin huvudstad till Byzantion och bytte namn på staden till Konstantinopel, Konstantins stad. |
| 332 | | Konstantin genomförde en kampanj mot Goterna. |
| 334 | | Konstantin genomförde en kampanj mot Sarmaterna. |
| 337 | | Rom–Persiaka kriget: Sasanidernas shah Shahpour II invaderade Armenien och Mesopotamien. Konstantin hade tidigare krävt att de kristnas tro skulle respekteras i Sassanidiska riket. Konstantin planerar en motkampanj men dör innan kriget hinner börja. |
| 337 | 22 maj | Konstantin dog. Förändringar han genomförde under sin tid som kejsare var att skatteintäkter togs upp vart fjärde år vilket blev ekonomiskt svårt för många. Han genomförde inga reformer för att stärka silvermynten vilket ökade klasskillnaderna när handeln bedrevs med guld och koppar. Han genomförde en germanisering av armen vilket skapade senare problem. |
| 337 | 9 september | Konstantin den stores tre sönder utnämnde sig själva till augustus och delade upp sin faders rike i tre delar. with Konstantin II fick Britannia, Iberiska halvön, Gallien och Illyrien, Constantius II Asia, Syrien-palesina och Aegypt, och Constans Italien och Africa. Den unge Constans placerades under Constantine II förmyndarskap. Constantius II genomförde massaker på sina morbröder och kusiner vilket gjorde att han kunde dela makten med Konstantin II och Constans, utan att kusinerna blev medregenter så som Konstantin den stora hade tänkt. |
| 338 | | Konstantin II genomförde en kampanj mot Alemanner. |
| 338 | Konstantin II erbjöd Illyrien till sin bror Constans. | |
| 340 | | Konstantin II invaderade Italien. Han blev överfallen och dödad vid Aquileia av trupper tillhörande Constans, som ärvde hans territorier. |
| 341 | | Constans och Konstantin II utfärdade ett förbud mot hedniska offer. |
| 341 | Constans genomförde kampanjer mot frankerna. | |
| 344 | | Belägringen av Singara: Sasanidiska misslyckas med att erövra det romerska fortet vid Singara. Konstantin II låg i krig mot Sasaniderna i 13 år, men utan några avgörande. |
| 346 | | Constantius II var anhängare av arianismen medan Constans var för den linje antagen vid Första konciliet i Nicaea. 346 ledde detta till hot om krig angående en avsatt biskop i Alexandria, där Constantius II gav med sig. |
| 350 | 18 januari | Magnentius, befälhavare för den kejserliga vaktstyrkan Jovians och Herculians, utsågs till härskare över Romarriket av sina legioner. |
| 350 | Constans dödades i Elne av anhängare till Magnentius. Constans fokuserade mer på nöjen än att styra. Var grym och tog inte hand om armén. | |
| 350 | 3 juni | Constantius Chlorus barnbarn Nepotianus intog Rom med en grupp gladiatorer och utnämnde sig där till imperator. |
| 350 | 30 juni | Marcellinus (magister officiorum), en av Magnentius generaler, intog Rom och avrättade Nepotianus. |
| 351 | 15 mars | Constantius II erbjöd sin kusin Constantius Gallus titeln Caesar. |
| 351 | 28 september | Slaget vid Mursa Major: Constantius II besegrade Magnentius i ett blodigt slag i Dravas floddal i Pannonien. Styrkorna var jämnstora men Magnentius blev förrådd av en general. De totala förlusterna på båda sidor uppgick till 55000 soldater vilket kom att bli svårt att ersätta. |
| 352 | | Constantius II slåss mot Sarmaterna runt Donau. Magnentius lämnade Italien på grund av svagt stöd när Constantius ryckte in. |
| 352 | Julianus (Julianus Apostata) överger kristendomen för en trosuppfattning med inslag av nyplatonism, Mithraskulten och henoteism. | |
| 353 | | Slaget vid Mons Seleucus: Constantius II besegrade Magnentius nära dagens La Bâtie-Montsaléon. Magnentius begick självmord. |
| 354 | | Gallus avrättades. |
| 355 | 6 november | Constantius II utnämnde Julianus till Caesar och gav honom befäl över Gallien. |
| 356 | | Julianus återtog bland annat Köln från frankerna. Julianus med 13000 soldater ställs mot 35000 alemanner i slaget vid Argentoratum och vinner med bara några 100 döda egna soldater. |
| 357 | | Slaget vid Strasbourg: Julianus besegrade en större Alemannsk styrka nära Argentoratum (Strasbourg), befäste romersk kontroll väst om Rhen. |
| 360 | Februari | Petulantes, en romersk infanteri enhet som hade beordrades österut från Paris i förberedelse inför ett krig mot Sasaniderna, gjorde myteri och utsåg Julianus till augustus. |
| 361 | 3 november | Constantius II utsåg Julianus till sin efterföljare innan han dog i feber.. |
| 363 | 5 mars | Julians Persiska krig: romerska styrkor bröt upp från Antiokia på en straffexpedition mot Sasaniderna. |
| 363 | 26 juni | Slaget vid Samarra: Sasanidiska styrkor förföljde en romersk armé i reträtt till Samarra efter en misslyckad belägring av Sasanidernas huvudstad Ktesifon. Julianus dödades. |
| 363 | 27 juni | Julianus armé utsåg en av deras generaler, Jovianus, till augustus. |
| 363 | Juli | Julians Persiska krig: Jovianus gick med på att avträda fem provinser öster om Tigris till Sasaniderna, vilket avslutade kriget. |
| 364 | 17 februari | Jovianus dog. |
| 364 | 26 februari | Armen utsåg generalen Valentinianus I till augustus. |
| 364 | 28 mars | Valentinianus utsåg sin yngre bror Valens till augustus över östra rikshalvan medan han själv fortsatte som augustus över den västra. |
| 365 | 28 september | Procopius, en kusin till Julianus, utnämner sig till kejsare 28 september 365 i Konstantinopel medan Valens försöker återställa ordningen i östra riket. 28 maj 366 avrättas Procopius |
| 367 | | Valens går över Donau och attackerar goterna som en straffexpedition för att de stött Procopius och för att säkra flanken inför framtida konfrontation med Sassaniderna. Goterna flyr upp i Karpaterna. 369 besegrade romarna goterna. |
| 367 | “Den stora konspirationen”. Samordnad invasion av Britannien av Pikter (Kaledonien, Skottland), Skoter (Irland), Saxare (Tyskland) Flavius Theodosius slår ner upproret (368-389) och hyllas som hjälte. Hans son Theodosius I blir senare kejsare. | |
| 368 | | Attack mot Alemannerna ledd av Valentinianus I som segrade i slaget i Solicinium, antagligen i dagens Baden-Württemberg. Stora förluster på båda sidor. |
| 371 | | Kring bröt ut mellan Sasaniderna och Romerska riket om Kungariket Iberien och Armenien. Sassaniderna förlorade och behövde en vapenvila på grund av oroligheter i östra delen av riket. |
| 372 | | Revolt i Africae. Comes Romanus som styr provinsen berikade sig själv vilket ledde till uppror av den moriske härskaren Firmus. Flavius Theodosius slår ner upproret slutligen 375. Revolten försvagar provinsen band till Romarriket. |
| 373 | | Revolt av Sarmater och Kvader efter att romarna byggt fort på andra sidan Donau. Den ansvarig för projektet låter mörda en av ledarna för Kvaderna under en fredsbankett vilket leder till fullt uppror. |
| 374 | | Valentinianus I slöt fred med Alemannerna och Macrianus ??? blir deras ledare. |
| 375 | Tidig höst | Valentinianus I genomför straffexpedition mot Kvader |
| 375 | 17 november | Valentinianus dog av stroke. Hans son Gratianus, vid denna tid junior augustus i Västromerska riket, efterträdde honom som senior augustus. |
| 375 | 22 november | Armen utsåg Valentinianus unga son Valentinianus II augustus över Västromerska riket. |
| 376 | | På flykt undan hunnerna, goterna, under ledning av den Thervingiske hövdingen Fritigern, korsar Donau in i östra delen av riket som politiska flyktingar. |
| 376 | Gotiska krigen (376–382): Efter att flera romerska soldater dödats under oroligheter i Thrakien, försökte den romerske officeren Lupicinus arresterade Fritigern.                                                                                   | |
| 378 | 9 augusti | Slaget vid Adrianopel: En kombinerad Gotisk-Alansk styrka besegrade en romersk armé nära Edirne. Valens dödades. De styrkor som fanns i öster och väster behövdes för att vakta gränserna. Större städer var befästa så goterna kunde bara röra sig på landsbygden, men de var för många för att de små romerska trupperna som fanns i mellersta delen av riket skulle kunna besegra dem. |
| 379 | 19 januari | Gratianus utnämnde general Theodosius I augustus över östra rikshalvan. |
| 380 | 27 februari | Theodosius I utfärdade Ediktet i Thessaloniki vilket gjorde kristendomenen till romerska rikets statskyrka. |
| 382 | 3 oktober | Gotiska kriget (376–382): Goterna gjordes till foederati med Rom och garanterades land och autonomi i Thrakien, vilket avslutade kriget. Avtalet innebar att goterna inte delades upp och att de skulle hjälpa Rom mot fiender men de skulle slås under sina egna generaler. |
| 383 | 25 augusti | Gratianus togs tillfånga av myterister och fördes till Magister Equitum Andragathius som avrättade honom. |
| 390 | April | I massakern i Thessaloniki beordrade Theodosius I att 7000 människor på en kapplöpningsbana skulle dödas efter att de gjort revolt och dödat den gotiska garnisonen i staden. Biskop Ambrosius av Milano fördömde kejsaren och krävde botgöring. Theodosius ägnade månader åt bön och kontemplation. |
| 391 | | Arbogastes utnämndes till befälhavare för armen i väst. Han hade de facto makten och körde över Valentinianus II beslut genom att utnämna egna ministrar. |
| 392 | 15 maj | Valentinianus II hittades hängd i sitt palats. Oklart om det var självmord eller på order av Arbogastes. |
| 392 | 22 augusti | Arbogastes utnämnde Eugenius augustus över Västromerska riket. |
| 393 | 23 januari | Theodosius_I utnämnde sin yngre son Honorius till augustus över Västromerska riket. |
| 394 | 6 september | Slaget vid Frigidus: Forces loyal to Theodosius I defeated and killed Arbogastes and Eugenius, probably near the Vipava. Stora förluster på båda sidor. Framför allt de goter som slogs för Thedosius led stora förluster, vilket var en fördel för Theodosius, men som skapade bitterhet bland goterna. Efter första dagens strider har Arbogast övertaget, men en grupp av hans soldater byter sida under natten. Andra dagen (enligt legenden) kommer en storm rakt i ansiktet på Arbogast, och Arbogast förlorar. Han begår självmord efter några dagar. Eugenius tillfångatogs och avrättades.                                                                           |
| 395 | 17 januari | Theodosius I dog. Under de sista fyra månader styrde han Romarriket ensamt, och kom att bli den sista kejsaren som gjorde det. Totalt var han augustus i 16 år. Hans äldre son Arcadius efterträdde honom som kejsare över det Bysantinska riket. Han kom att styras av olika personer. Först var praetorianprefekten över östern, Rufinus, som dör efter endast ett år. Honorius blev ensam augustus Västromerska riket under Magister militum Stilicho. Östromerska riket kom att ha stabila provinser tack vare freden med Sassaniderna men ett turbulent hov. I västrom gav Stilicho stabilitet men turbulens i provinserna.                                              |
| 395 | 27 april | Arcadius gifte sig med Eudoxia. Hon och eunucken Eutropius fick stort inflytande på politiken i Östrom. |
| 397 | | Stilicho stoppade Alarik i Makedonien genom att isolera dennes trupper, Alarik själv lyckades undkomma. |
| 397 | Johannes Chrysostomos blev patriark över kyrkan i Östrom. Han var vältalig och blev populär bland folket. Han kritiserade kejsarinnan Eudoxia för slösaktigt liv. Han blev landsförvisad och dog i exil.                                            | |
| 398 | | Gildoniska kriget: Gildo, comes över Africa, dödades efter ett misslyckat uppror mot västromerska riket. |
| 399 | | Den illa omtyckta eunucken Eutropius avrättas på order av Eudoxia. |

## 400-talet e.Kr.
| År  | Datum | Händelse |
| 401 | | Alaner och vandaler flydde hunnerna och invaderade Västromerska riket vid övre Rhen. De blev besegrade av Stilicho men Italien lämnas tomt vilket möjliggjorde för Alarik att invadera norra Italien och belägra Milano för att få förmåner som han tidigare fått från Östrom. Alarik blev besegrad i slaget vid Pollentia (nära dagens Piemonte). Han får erbjudande om subsidier om han drar sig tillbaka från Italien. Alarik blir åter besegrad vid Verona, men Alarik lyckades fly men många av hans trupper går efter slaget över till romarna.                                                                                                |
| 402 | | Västromerska rikets huvudstad flyttades till Ravenna från Milano. Ravenna var lättare att försvarat omgivet av sankmark. |
| 404 | | Eudoxia dog vilket lämnade utrymmet fritt för praetorianprefekten Anthemius. Han var kompetent och fokuserade på rikets bästa och gjorde en smidig övergång möjlig när Arcadius dog. Han påbörjade bygget av Theodosius mur. |
| 405 | | Radagaisus invaderade Italien. Antagligen från nuvarande Ungern drog han sig undan hunnerna. Kanske 15000 soldater och ett stort antal civila som delades upp i tre arméer. Hans trupper drog runt i sex månader i Italien medan romarna mobiliserade. Vid Florentia blev han besegrad av Stilicho och hans allierade, bland annat goten Sarus (Saurus). Många av hans solDatumr rekryterades till den romerska armén. Många såldes som slavar. De övriga två arméerna ger upp. |
| 406 | 31 december | Övergången av Rhen: En koalition av utländska stammar, bland annat vandaler, alaner och sveber invaderar Västromerska riket över Rhen. |
| 407 | | Konstantin III utropade sig till kejsare i Britannien. Han förde över sina trupper från Britannien till Gallien och allierade sig med vissa invaderade barbarer för att bekämpa andra. Han fick stöd från aristokratin i Spanien. |
| 408 | 1 maj | Arcadius dog. |
| 408 | 22 augusti | Ett uppror bryter ut efter att ministern Olympus lyckas vända Honorius mot Stilicho som avrättades. Olympus bedriver en anti-gotiska kampanj. Familjerna till de 12000 goter som hade gått över till Rom hade bosatt sig i Italien som en gisslan. Olympus beordrar att de ska dödas vilket ledde till att de 12000 goterna ansluter sig till Alarik. Alarik invaderar åter Italien men drar sig denna gång söderut och belägrade Rom två gånger. Han fick igenom sina krav på pengar och frigivande av slavar efter första belägringen men förhandlingarna bryter samman när Honorius vägrade erkänna Alarik och att han skulle få land nära Donau. |
| 410 | | Konstantin III försöker invadera Italien men misslyckas.Saurus ersätter Olymus som Honorius närmaste. Saurus hatar Alarik och försämrar hans position. |
| 410 | 24 August | Roms skövling (410): Rom plundrades av Visigoterna under deras kung Alarik I. Efter plundringen försökte Alarik slå ut spannmålsimporten från Nordafrika, men dör i södra Italien innan. Hans bror Ataulf tog över som ledare och leder goterna ut ur Italien och in i Gallien. De tar kejsarnas syster Galla Placidia som fånge. Hon kom 414 att gifta sig med Ataulf. |
| 410 | Slutet på romarrikets kontroll över Britannia: De sista romerska styrkorna lämnar Britannia. | |
| 411 | | Constantius, senare Constantius III, besegrade och avrättade Konstantin III. |
| 412 | | Sarus hamnade i konflikt med Honorius och försökte tillsammans med 28 andra förena sig med Jovinus (som utnämnt sig till kejsare, stöd av burgundernas kung Gundahar och alanernas kung Goar). Ataulf skickade ut 10000 män och besegrade och dödade Sarus. |
| 413 | | Jovinus utsåg sin bror Sebastianus till medkejsare utan att informera Ataulf, vilket ledde till en allians mellan Ataulf och Honorius som besegrade Jovinus. |
| 418 | | Theoderik I (utomäktenskaplig son till Alarik) blev kung över goterna och kom att styra till 451 då han stupade i slaget vid Katalauniska fälten. |
| 421 | 8 februari | Honorius utnämnde sin svåger och Magister militum Constantius II till medregent över Västromerska riket. |
| 421 | 2 september | Constantius III dog. Han hade 417 gift sig med Galla Placidia. Deras första gemensamma barn blev kejsare under namnet Valentinius III. Deras andra barn Honoria kom att be Attila att gifta sig med henne efter att hon blivit bortgift mot sin vilja med en senator. |
| 421 | Bahram V blev kung över Sasaniderna och inleder förföljelse av kristna och romare. Theodosius II krävde att förföljelsen upphörde vilket ledde till krig. Kriget upphörde året efter utan landavträdelser.                                                                                         | |
| 423 | 15 augusti | Honorius dog efter att ha varit Västromersk kejsare i 30 år. Valentinius III var den naturliga efterträdaren, men han befann sig i Konstantinopel med sin mor. |
| 423 | Den västromerska patriciern Castinus utsåg primicerius Joannes till augustus. | |
| 424 | 23 oktober | Bysantinska augustus Theodosius II utsåg Valentinius III, hans kusin och Constantius III:s son, Caesar med makt över Västrom. Hans mor Galla Placidia tog rollen som regent på grund av hans låga ålder. |
| 425 | | Theodosius II sänder en armé från Östrom för att avsätta Joannes. Flavious Aetius övertalade hunnerna att slåss för Joannes, men kommer försent till Ravenna. Han bytte därefter sida och kom att få betydelse hos Valentinius III. Joannes avrättades i Aquileia. |
| 427 | | Aetius hade sagt till Galla Placidia att Bonifatius försökte förråda henne, och till Bonifatius sa han att Galla Placidia misstänkte honom för förräderi. Därför hörsammade inte Bonifatius kallelsen till Rom 427 vilket ledde till konflikt. Galla insåg senare att Bonifatius inte hade hotat henne. |
| 428 | | Vandalerna trängde in i Nordafrika från Iberiska halvön. Oklart om det skedde på inbjudan av Bonifatius eller om de kom på eget initiativ. |
| 432 | | Galla Placidia utnämnde Bonifatius till befälhavare och avsätter Aetius som samlar ihop en armé och beger sig till Italien, men blir besegrad. Han flyr till Hunkontrollerat område (som styrs av Attilas far). Bonifatius dör senare av sina sår och ersätts av sin son Sebastianus. Aetius återvände med en arme av hunner och tvingade Galla att återinsätta honom. |
| 438 | 15 februari | Codex Theodosianus var en sammanställning av lagar i Romarriket sedan 312 (slaget vid Pons Mulvius). De kom att utgöra en viktig grund för Corpus juris civilis som togs fram av Justinianus. |
| 441 | | Östrom sänder en flotta mot Vandalerna i Nordafrika, men hunnernas invasion av Östrom gör att de måste dras tillbaka. Hunnerna trängde över Donau och plundrade och intog städer. Rom måste betala lösen för att hunnerna ska dra sig tillbaka. |
| 447 | | Slaget vid Utus: Hunnerna ledda av Attila besegrade en Bysantinsk armé i ett blodigt slag nära floden Vit. |
| 450 | 28 juli | Theodosius II dog i en ridolycka. Han hade då styrt i 42 år. |
| 450 | Honoria trolovas mot sin vilja med senatorn Bassus Herculanus. Hon sände ett brev och en ring till Attila som svarade med att kräva halva Västrom som hemgift. Oklart om Attila verkligen trodde att det var ett bröllopsförslag eller använde det som en förevändning för en invasion av Västrom. | |
| 450 | Galla Placidia dog 58 år gammal. | |
| 451 | | Chlodio dog ca 450, Rom stödde hans son som Rom haft som gisslan, Attila stödde den andra sonen. 451 korsade hunnerna Rhen. De anländer till och belägrar Orléans i juni. Aetius försöker övertala germanerna att slåss mot hunnerna. Avitus lyckas övertala goterna. Aetius kommer till Orlean. (Katalauniska fälten) |
| 452 | | Attila övergav sin invasion av Italien efter ett möte i Mincio med påven Leo I. Vad som fick Attila att lämna Italien är okänt, men bland möjliga orsaker har föreslagits guld, svårt att försörja armen som var tungt lastade med saker de plundrat, svält i regionen, Östromerska räder in på hunnerna territorium och sjukdomar som plågade hunnerna. |
| 454 | September | Aetius dödades av Valentinianus III. |
| 455 | 16 mars | Valentinianus III mördades på order av senatorn Maximus. Han var kejsare i 29 år. |
| 455 | 17 mars | Senaten utsåg Maximus till augustus över västromerska riket. |
| 455 | 31 maj | Maximus dödades av en mobb när han försökte fly Rom inför vandalernas framfart. |
| 455 | 2 juni | Roms skövling: Vandaler började plundringen av Rom. |
| 455 | 9 juli | Magister militum Avitus utnämndes till augustus över västromerska riket i Toulouse av den Visigotiska kungen Theodoric II. |
| 456 | 17 oktober | Avitus tvingades fly från Rom efter en militärkupp av general Ricimer och domesticus Majorianus. |
| 457 | | Avitus dog. |
| 457 | 27 januari | Bysantinske augustus Marcianus dog. |
| 457 | 28 februari | Den bysantinske augustus Leo I utnämnde Majorianus Magister militum över västromerska riket. |
| 457 | 1 april | The army acclaimed Majorianus augustus of the Western Roman Empire. |
| 458 | | Aegidius var Magister militum över Gallien och styrde över det kortlivade kungadömet Soisson. Han besegrade goterna under Theodoric II i ett slag, senare besegrade även Majorianus Theodoric II. |
| 460 | | Majorianus försökte bygga en flotta för att anfalla vandalerna från hamnar i Spanien. 460 eller 461 lyckas vandalerna muta sig in i hamnarna i Spanien och sätta eld på skeppen vilket omöjliggör invasionen av Nordafrika. Sveberna (en: Suebi) hade levt självständigt i Nordvästra Spanien från början av 400-talet. Majorianus inledde ett fälttåg för att återinförliva deras område i Romarriket. |
| 461 | 7 augusti | Majorianus dödades efter tortyr nära floden Staffora på on Ricimers order. Aegidius deklarerade ett område i norra Frankrike självständigt som kommer att överleva Västrom och erövras först 486 av frankerna. En annan av Majorianus generaler, Marcellinus (magister militum) tog över den romerska provinsen Dalmatien och sökte stöd hos Östroms kejsare. |
| 461 | 19 november | Senaten valde Libius Severus från sina egna till augustus över Västromerska riket. |
| 465 | 15 augusti | Severus dog. |
| 467 | 12 april | Leo I valde comes Anthemius till Caesar över Västromerska riket. Västrom hade varit utan kejsare i två år. |
| 468 | | Slaget vid Kap Bon: Vandalriket förstörde en kombinerad Västromerska riket och Bysantinsk invasionsflotta vid Kap Bon. Större delen av den Östromerska flottan förstördes genom att sätta eld på egna skepp och låta vinden driva dem mot romerska flottan. Andra skepp var lastade med solDatumr och beväpnade invånare i Kartago som anföll den desorienterade flottan. Basiliscus ledde den östromerska armen. Marcellinus fördrev vandalerna från Sardinien och Sicilien men mördades och ingen västromersk flotta skickades mot vandalerna. Kung Gaiseric av vandalerna blev 88 år och var kung i nästan 50 år.                                 |
| 472 | 11 juli | Anthemius dog under flykt i samband med Ricimers erövring av Rom. Maximus son Olybrius utnämndes till augustus över Västromerska riket. Geiserik hade länge lobbat för att Olybrius skulle bli kejsare |
| 472 | 18 augusti | Ricimer dog. Han kom att de-facto styra Västromerska riket i 15 år. |
| 472 | Ricimer brorson Gundobad efterträdde honom som Magister militum och tog titeln Patricius. | |
| 472 | Olybrius dog. | |
| 473 | 3 mars | Germaner inom armen väljer domesticus Glycerius till augustus över Västromerska riket. |
| 473 | Gundobad avstod sitt romerska ämbete för att efterträda sin far som kung över kungariket Burgundien. | |
| 474 | | Leo I utnämnde Julius Nepos, antagligen gift med ett syskon barn till Leo och guvernör över Dalmatien, härskare över Västromerska riket i opposition till Glycerius. |
| 474 | 18 januari | Leo I dog. Han efterträddes av sitt barnbarn Leo II. |
| 474 | 9 februari | Zeno blev co-augustus över Bysantinska riket med sin son Leo II. |
| 474 | Juli | Nepos avsatte Glycerius. |
| 474 | 17 november | Leo II dog, eventuellt förgiftad av hans mor Ariadne. |
| 475 | January | Zeno tvingades att fly Konstantinopel till sitt hemland Isaurien inför en folklig revolt. |
| 475 | 9 January | Basiliskos, bror till Leo I's änka Verina, utnämndes augustus över det Bysantinska riket av den Bysantinska senaten. |
| 475 | Nepos utnämnde Orestes Magister militum och överbefälhavare över Västromerska rikets militär. | |
| 475 | 28 August | Orestes tog kontroll över Västromerska rikets huvudstad Ravenna och tvingade Nepos att fly till Dalmatien. |
| 475 | 31 oktober | Orestes utnämnde sin yngre son Romulus augustus över Västromerska riket. |
| 476 | Augusti | Zeno återerövrade Konstantinopel och accepterade Basiliskos kapitulation. |
| 476 | 23 augusti | Germanska Foederati under ledning av general Odovakar avsade sig Västromerska rikets styre och utnämnde Odovakar till deras kung. |
| 476 | 28 augusti | Odovakar tillfångatog och avrättade Orestes vid Pavia. |
| 476 | 4 september | Odovakar erövrade Västromerska rikets huvudstad Ravenna och tvingade Romulus att abdikera och utnämnde sig själv till kung över Italien. |
| 476 | Senaten sände Zeno de Västromerska rikets kejserliga regalierna. | |
| 480 | 25 april | Nepos dödades i sitt residens i Split. |
| 491 | 9 april | Zeno dog. |